# Histoire d'Éphèse
Pour un article plus général, voir Éphèse.
Cet article possède un paronyme, voir Hefez.
L'histoire d'Éphèse (en turc : Efes ; en grec ancien : Ἔφεσος / Éphesos ; en latin : Ephesus ; en hittite : 𒀀𒉺𒊭 (Apaša)) est celle de l'une des plus anciennes et plus importantes cités grecques d'Asie Mineure, la première de l'Ionie.
Bien que ses vestiges soient situés à près de sept kilomètres à l'intérieur des terres, près des villes de Selçuk et Kuşadası dans l'Ouest de l'actuelle Turquie, Éphèse était dans l'Antiquité, et encore à l'époque byzantine, l'un des ports les plus actifs de la mer Égée, situé près de l'embouchure du grand fleuve anatolien Caÿstre.
L’Artémision, le grand sanctuaire dédié à Artémis, la déesse tutélaire de la cité, qui comptait parmi les Sept Merveilles du monde et auquel Éphèse devait une grande part de sa renommée, était ainsi à l'origine situé sur le rivage.
C'est l'œuvre combinée des sédiments charriés par le Caÿstre, des changements climatiques, et peut-être d'accidents sismiques ou tectoniques, qui explique le déplacement progressif de la côte vers l'Ouest, et l'ensablement subséquent des ports de la ville, prélude de leur abandon (le cas de Troie est sans doute assez comparable).

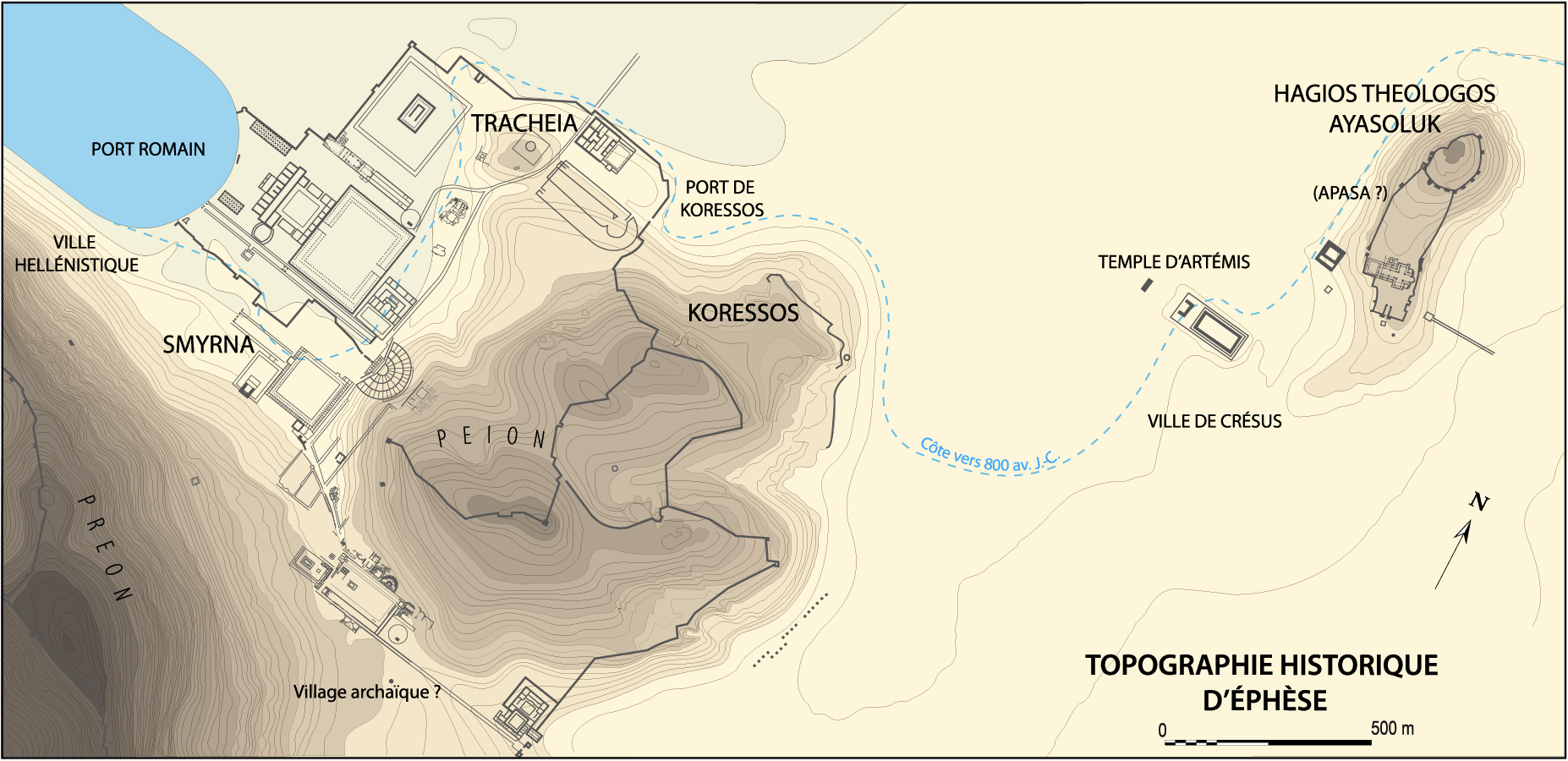
Topographie historique d'Éphèse.

## Situation géographique

Ensablement de l'embouchure du Caÿstre et déplacement du port d'Éphèse depuis l'Antiquité jusqu'à l'époque ottomane. En bleu les ports (y compris ceux qui ne sont plus en activité), en rouge et gris l'espace urbanisé (zones) et l'enceinte (trait) occupés ou abandonnés respectivement.

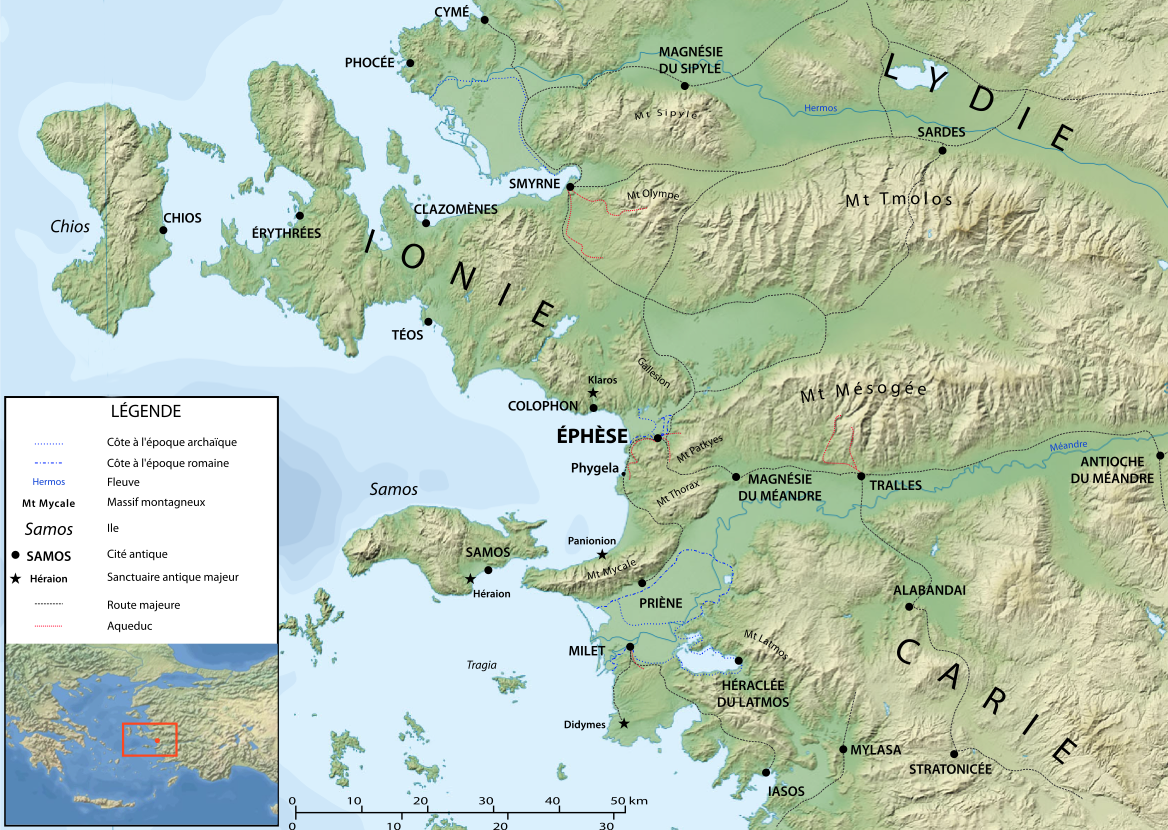
Éphèse et les cités voisines.

Éphèse est située sur le littoral ouest de l'Asie Mineure, la Turquie actuelle, au cœur de l'Ionie, au nord est de l’île de Samos ; elle occupe le fond d’une des nombreuses baies de la côte de l'Asie Mineure, fermée au sud par le cap Trogylion ou cap Mycale, et se terminant au nord par la presqu’île d’Érythrées. Elle est située près de l'embouchure du Caÿstre, fleuve très encaissé dans une vallée encadrée par les massifs montagneux du Tmolos au nord, où il prend sa source, et du Mésogée[Où ?] au sud. À l’intérieur des terres, la vallée du Caÿstre constitue une voie de communication naturelle. De même, différentes dépressions géologiques offrent des points de passages vers l’arrière-pays. De nombreuses routes relient Éphèse à ses voisines Magnésie du Méandre, Claros et Sardes.
La ville d’Éphèse est très encadrée par ce relief, à la fois contraignant et imposant, ses environs sont donc très accidentés, et s'ordonnent autour de trois collines : la principale est le mont Panayır Dağ, l'antique Peion, encore appelé Cheiletôn par les Byzantins, et qui figure sur certains types monétaires éphésiens, une colline massive dominée par trois sommets dont les altitudes culminent entre 105 et 155 mètres. Elle peut absorber sans dommage les pluies les plus violentes, en raison de ses crevasses et de ses ravines, qui constituent également un atout défensif en cas de conflit. Mais ces dépressions géologiques sont un handicap et un obstacle lorsqu’il s’agit d’amener l’eau jusqu’au cœur de la cité. Une vallée étroite sépare cette colline d'une petite montagne au sud, le Bülbüldağ, l'antique Lepre Akte ou Preion, qui s'étend sur près de quatre kilomètres vers l'est et l'ouest, et culmine à environ 350 m. La dernière colline, au nord du Peion, est celle d'Ayasoluk, l'Hélibaton des Byzantins, dont le nom ancien est inconnu ; elle a une hauteur modeste, de quatre-vingt-sept mètres, et sa largeur de cinq cents mètres, fournissait un site défensif intéressant, malgré l'absence de source.
Elle fut un port important dans l'Antiquité, - une description d'Éphèse faite par Pline l'Ancien indique que « la mer avait l'habitude de monter jusqu'au temple de Diane » - mais l'ensemble de la zone s'est progressivement ensablé, et la ville se trouve actuellement à près de sept kilomètres de la côte égéenne.
En effet, le Caÿstre se jetait à l'origine dans un golfe dont les rives touchaient les trois collines d'Éphèse. Pendant la période holocène, le niveau de la mer s'éleva de plus de 100 m, ce qui limita le transport des sédiments du Caystre vers le large ; ils se déposèrent dans la baie qu'ils comblèrent peu à peu. Au début du premier millénaire av. J.-C., le niveau de la mer était encore deux mètres sous le niveau actuel, et l'embouchure du Caystre dans le golfe d'Éphèse était alors située à plus de 10 km de son emplacement actuel, environ 3,5 km au nord d'Ayasoluk.
Au cours du VIIIe siècle av. J.-C., la côte sud du golfe d'Éphèse avait progressé vers l'extrémité nord de la vallée d'Arvalya, au nord du Bülbüldağ, pour former une petite baie proche du Panayır Dağ, devant l'endroit occupé plus tard par le théâtre. La limite nord de cette baie était constituée d'une étroite péninsule, qui pourrait être le cap Tracheia mentionné par Strabon dans sa localisation du village de Smyrna.
À l'est du cap s'ouvrait une autre baie, correspondant au port de Koressos. Ces deux baies furent comblées à la fin de l'époque hellénistique par les sédiments charriés par le Caÿstre, ainsi que par deux rivières secondaires, le Selinus et le Marnas, ce qui entraîna le rétablissement de la ville sous Lysimaque (voir infra) et le réaménagement d'un nouveau port. Le problème ne cessa ensuite de se poser tout au long de l'histoire de la ville : il en résulta une migration des infrastructures portuaires vers plusieurs sites à l'ouest, de plus en plus éloignés du noyau urbain originel. Les terrains ainsi progressivement gagnés sur la mer se distinguent par leur caractère marécageux : ils posent donc un problème de salubrité et nécessitent des travaux de drainage, sans lesquels ils ne sont pas utilisables.
La région d’Éphèse bénéficie d’un climat agréable, de type méditerranéen, qui, conjugué aux opportunités offertes par le relief, présente de nombreux avantages. Ainsi, du fait de sa fertilité sans cesse renouvelée, la large vallée du Caÿstre est un lieu idéal pour la culture des céréales, et pour l’élevage des chevaux.
De même, les nombreux plateaux qui entourent la cité se prêtent fort bien à l’élevage ovin. Enfin, les collines offrent leurs pentes douces à la culture des arbres fruitiers et des oliviers.

## La Haute Antiquité

### De la Préhistoire à l'époque archaïque

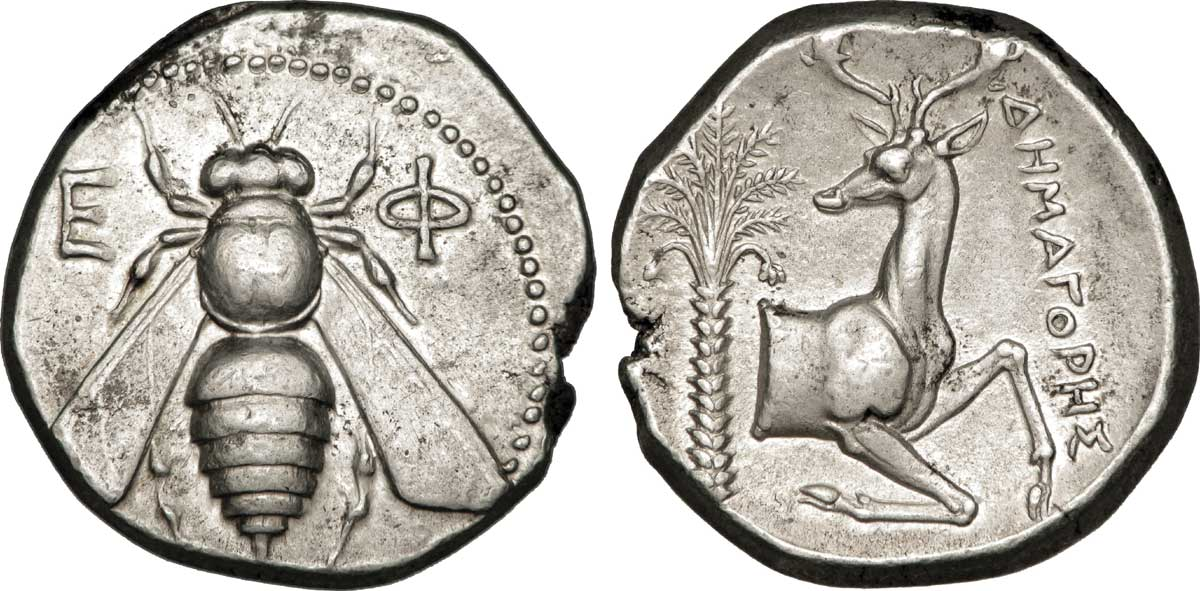
Tétradrachme de la cité d'Éphèse. Date : c. 380-370 AC. Nom de l'atelier/ville : Ionie, Éphèse Description avers : Abeille vue de dessus ; grènetis circulaire perlé.
Description revers : Protomé de cerf à droite, agenouillé, tournant la tête à gauche ; dans le champ à gauche, un palmier.

L'occupation de la région d'Éphèse remonte au Ve millénaire av. J.-C., comme l'attestent diverses découvertes archéologiques (fragments de céramique et d'obsidienne) faites au sud de la Porte de Magnésie.
Des sites du Néolithique ont été identifiés à Çukuriçi Höyük ainsi qu'à Arvalya Höyük. Le premier établissement humain important se trouvait toutefois sur les pentes nord-est de la colline d'Ayasoluk : il est daté par la présence de céramique de la fin de l'âge du bronze. Au XVIe siècle av. J.-C., s'y trouvait une implantation d'époque mycénienne dont il reste une tombe, datée par la présence de céramique de l'époque Helladique récent III A2, et un mur de grands blocs rectangulaires. On identifie souvent le site avec Apasa, la dernière capitale du royaume d'Arzawa, mentionnée dans les sources hittites du règne de Mursili II : le nom grec Ephesos serait la forme hellénisée de ce toponyme, mais cette hypothèse reste controversée.
La tradition grecque attribuait la fondation d'Éphèse à Androclos, l'un des fils de Codros, roi légendaire d'Athènes. Comme celle d'autres établissements Ioniens, la colonisation d'Éphèse remonte au XIe siècle. Le site était alors occupé par les Lélèges et les Cariens et les colons durent se confronter au culte de la déesse mère Cybèle, culte alors dominant dans la majeure partie de l’Anatolie.
Pour se concilier les populations autochtones, les Grecs optèrent pour une politique de syncrétisme en fusionnant les cultes d’Artémis et de Cybèle.
Le premier établissement fortifié se trouve à environ 1 200 mètres à l’ouest de l’Artémision, au port de Koressos. Cet emplacement primitif est aujourd’hui situé sous le sol marécageux qui a remplacé la lagune originelle. Cette première agglomération semble avoir été lourdement fortifiée. Une fois la communauté établie, la cité fut gouvernée par des rois : la monarchie était alors un mode de gouvernement répandu dans le bassin méditerranéen. Entre le Xe et le début du VIIe siècle av. J.-C., la monarchie a été remplacée par une oligarchie aristocratique, qui à son tour fut remplacée par des tyrans.

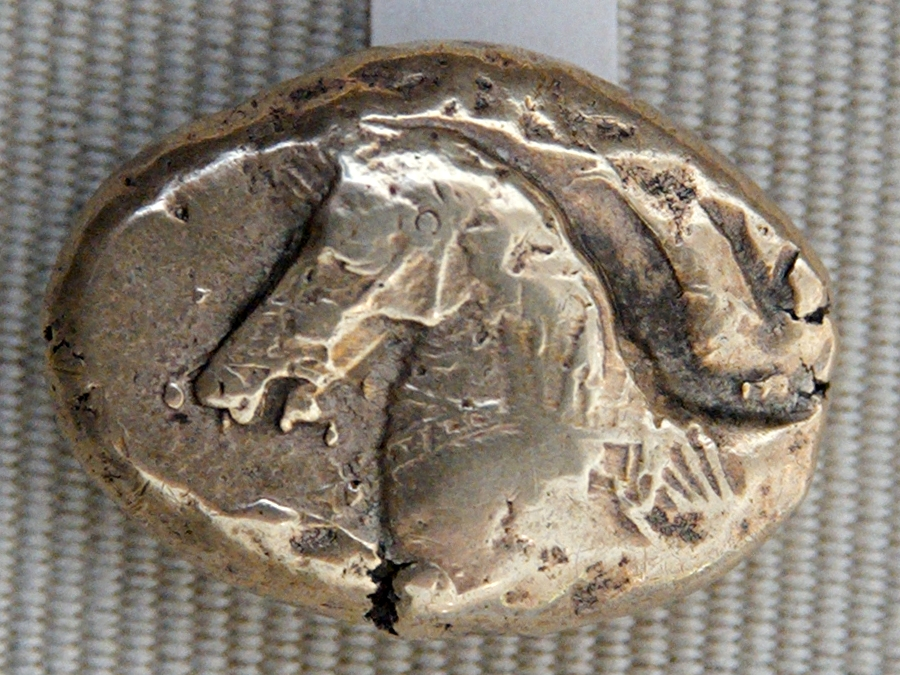
Statère d'électrum, Ionie, vers 600-580

Vers 675, la cité tomba aux mains des Cimmériens venant de la steppe du Moyen-Orient, qui détruisirent le tout premier autel dédié à Artémis, lors de la prise de la ville. Cette destruction fut la conséquence de la résistance des Éphésiens, qui, avec la Phrygie du roi Midas, furent l'un des rares peuples à s’opposer à cette conquête.
C'est à cette époque, au milieu du VIIe siècle, qu'apparurent les premiers monnayages publics, et taxes. Avec l'essor de l'activité portuaire et commerciale, des taxes portuaires furent mises en place au début du VIe siècle.
La cité s'enrichit alors de plus en plus et, en 570, lorsque les Samiens se dotèrent d’un temple monumental, les Éphésiens ne purent souffrir que la puissance et la splendeur de leur cité soit surpassée. Ils décidèrent donc de faire construire un temple plus grandiose encore, et, à cette fin, ils n’hésitèrent pas à faire venir des architectes de Crète.
La cité devint à cette époque un véritable foyer culturel. De nombreuses écoles y virent le jour : médecine, rhétorique, philosophie, etc. Cette profusion culturelle fit d’Éphèse un centre intellectuel et artistique de tout premier plan dans le monde méditerranéen. Ceci se traduisit par un agrandissement de la cité vers l’est, en direction de l’Artémision. Cette expansion est d'abord le fait de la construction de nombreux bâtiments publics comme le gymnase et le stade : ceux-ci étaient alors en périphérie de la cité, dont le cœur était occupé par des habitations.

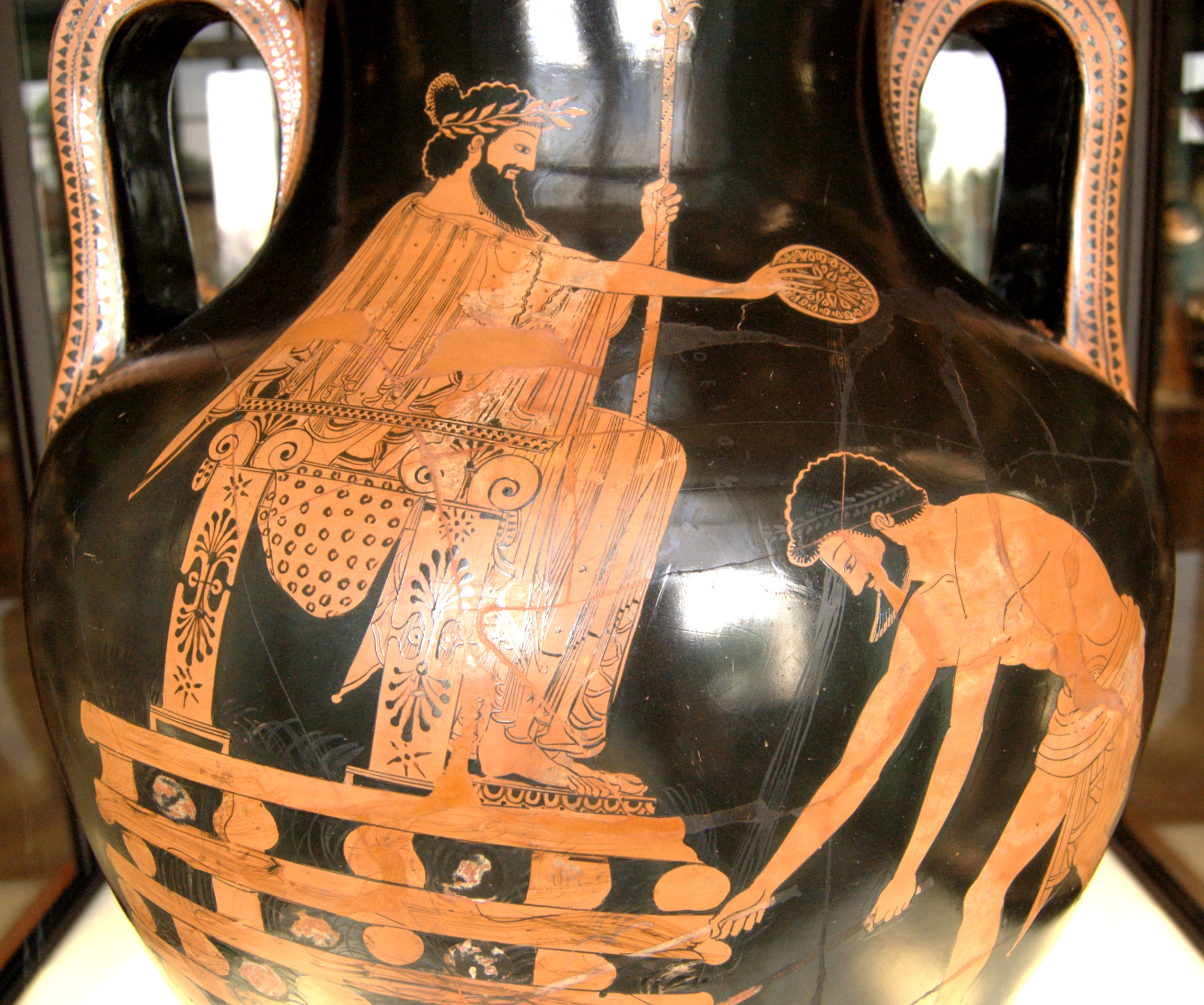
Le roi lydien Crésus sur le bûcher, amphore attique à figures rouges peinte par Myson, vers 500--490, musée du Louvre

Vers 561, la ville passa sous le contrôle de la Lydie et de son roi Crésus, qui finança la construction des colonnes pour l'édification du temple. Sous sa domination, les Éphésiens furent contraints d’abandonner leur implantation au Koressos pour aller s’établir dans les environs de l’Artémision. Crésus voulait peut-être ainsi affaiblir le potentiel défensif de la cité, mais ce déplacement résulte également de la nécessité vitale pour la cité, conduite à l’asphyxie par l’augmentation rapide de sa population, de trouver de nouveaux espaces pour se développer.
À partir de 547, et après la défaite de Crésus à la bataille de la Ptérie (bataille de l'Halys), la cité passa sous la domination perse : l’empire perse, en pleine expansion, absorbait progressivement les royaumes de l'ouest anatolien. Le royaume de Lydie, qui s'étendait alors sur une grande partie de l'Asie Mineure, ne fit pas exception.
Éphèse, bien que jouant un rôle central dans la région, était en quelque sorte en marge des affaires lydiennes. Cette relative indépendance politique la mit à l’abri des destructions de la conquête perse. Vivant dans une relative autonomie, la cité ne chercha pas à défendre le royaume duquel elle dépendait jusque-là, et pour lequel sa population n’avait pas d’affection particulière. Les Perses ne firent preuve d’aucune marque d’hostilité à l’égard de la plupart des cités d’Ionie. Conformément à la pratique ancestrale des souverains du Moyen-Orient, les Perses n’imposèrent rien aux cités nouvellement soumises. Aucun culte officiel n'y fut instauré, la présence de l’occupant se fit discrète, chaque cité conservant ses institutions. Finalement, De cette tutelle perse sur Éphèse, les sources ne parlent que fort peu.

### L'époque classique
Éphèse semble jouer un rôle minime dans la révolte de l'Ionie contre la tutelle perse, qui entraîna la première guerre médique. La cité fait bien partie intégrante de l'union des douze cités créée par Aristagoras de Milet, théoricien de la libération de l'Ionie, mais elle reste en second plan par rapport à Milet, figure de proue de la révolte, et qui sera la principale victime de la défaite. Éphèse se borne à apporter un soutien logistique aux insurgés. Ses hauteurs sont le théâtre d'un affrontement entre le corps expéditionnaire grec mené par le frère d'Aristagoras et celles du satrape Artapherne, qui remporte finalement la victoire.
À l’issue de la première guerre médique, Éphèse se retrouve presque débarrassée de la tutelle des Perses. La paix de Callias de 449 ne lui apporte toutefois qu'une protection relative contre les Perses, restés à proximité.
Éphèse rejoint alors la ligue de Délos formée à l’issue du conflit, sous la direction d'Athènes. Au fil du temps, et comme les autres cités, Éphèse devient moins une alliée qu'un contributeur au trésor de la Ligue. Elle se retrouve dans une situation ambiguë, tiraillée entre une allégeance confortable mais pesante à Athènes, et une volonté farouche, comme les autres cités d'Ionie, de conserver son indépendance.
Le déroulement de la longue période qui va de la fin des Guerres médiques au début de la guerre du Péloponnèse est mal connu, en ce qui concerne Éphèse : trop peu d’inscriptions de cette époque ont survécu. D’une manière quasi certaine, Éphèse disparaît de la scène politique internationale, et poursuit son existence à travers ses activités commerciales et religieuses.
Sur le plan intérieur, la cité est partagée entre les partisans d'Athènes, qui mettent en avant la relative protection dont bénéficie la cité contre une menace perse latente, et les partisans de Sparte, qui trouvent en la cité lacédémonienne une alternative comme refuge contre l’hégémonie athénienne. Cette opposition des deux camps, que l'on retrouve dans un grand nombre de cités de l’ensemble du monde grec, animera la vie politique d’Éphèse du milieu du Ve siècle av. J.-C. jusqu’en 335 environ.
Éphèse se range au côté d'Athènes au début de la guerre du Péloponnèse, mais, sur l'instigation d'Alcibiade, elle se révolte en 412 contre la cité attique, avec le reste de l'Ionie. L'aventure est de courte durée : l’Ionie est ramenée à l’obéissance vers 411-410 par Athènes.
En 404, l’hégémonie athénienne n’est plus, et la ligue de Délos est dissoute. Les cités d'Ionie passent de nouveau sous tutelle perse. L’impopularité d’Athènes est si grande que le parti pro-spartiate prend le pouvoir à Éphèse. Il ne fait pourtant pas l'unanimité, et Athènes conserve des partisans dans la cité. En 395, un retournement pro-athénien s’opère alors que le roi spartiate Agésilas II est de passage à Éphèse, dans le cadre de sa campagne contre le satrape Tissapherne. Alors qu'il a proposé ses services pour la restauration de l’Artémision, victime d’un incendie au cours des combats, il doit quitter précipitamment la cité. La campagne d’Agésilas se soldera toutefois par la libération des cités d’Ionie de la tutelle perse.

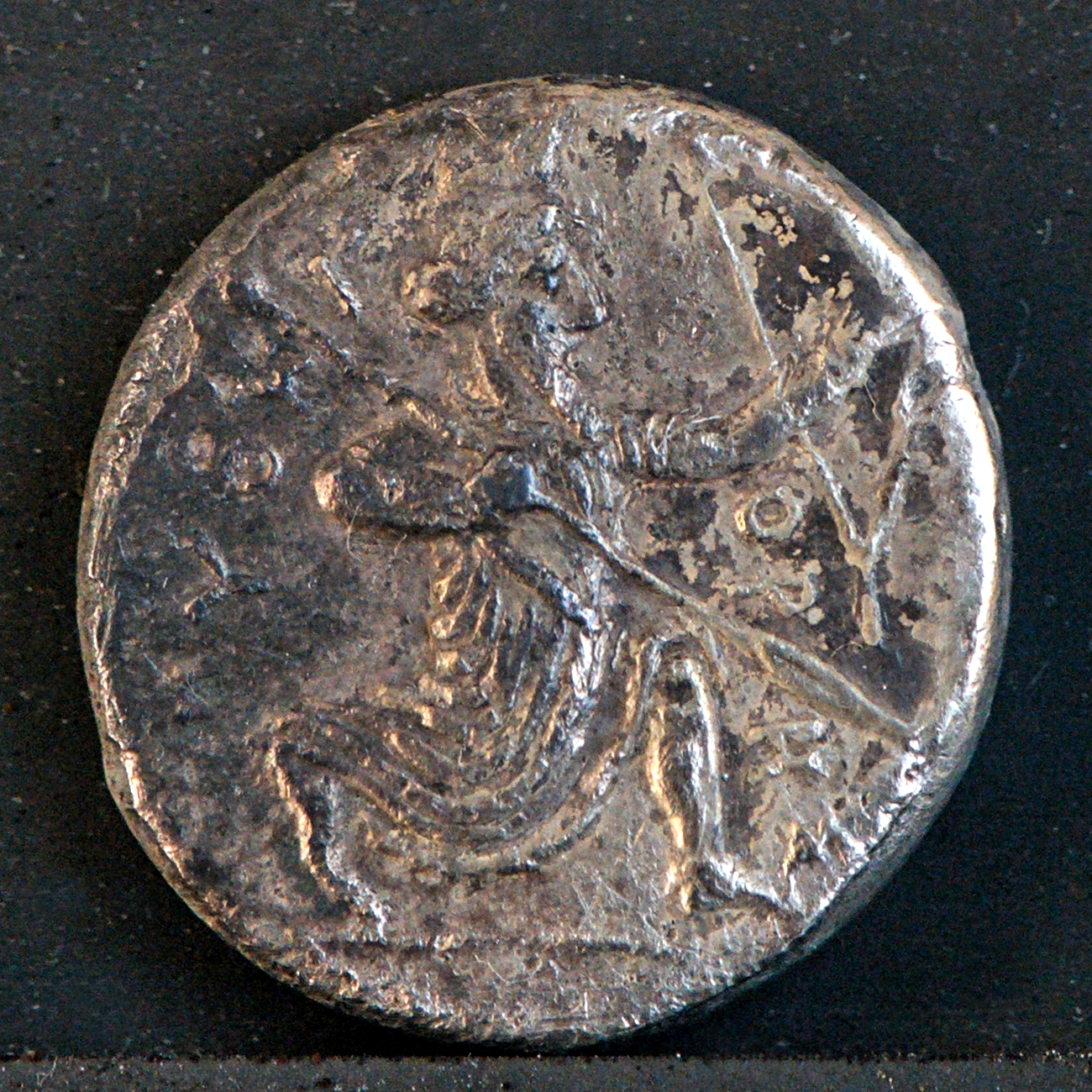
Tétradrachme frappé par Éphèse sous Memnon de Rhodes, montrant le roi de Perse archer tenant une lance

Le climat politique reste tendu jusqu’en 371, où la bataille de Leuctres met fin à la suprématie spartiate sur le monde égéen. L’hégémonie thébaine qui s’ensuit n’a que peu d'impact sur le monde anatolien. Malgré tout, Éphèse, membre de l'amphictyonie de Delphes, se retrouve impliquée dans la Troisième Guerre sacrée.
Les Perses, profitant du désordre du monde grec, se réapproprient l'Ionie. Leur nouvelle domination est similaire à celle précédant les Guerres médiques : la seule mesure contraignante est la contribution financière exigée par le grand roi. Pour le reste, les activités commerciales, religieuses et culturelles d’Éphèse ne sont pas vraiment perturbées. Ainsi, c’est en 350 que le sculpteur Scopas, de Paros, aurait décoré les colonnes de l’Artémision. Néanmoins, Parménion et Attale, de passage en Ionie au printemps 336 pour préparer l’assaut des troupes d’Alexandre sur l’Orient, sont accueillis en libérateurs par les Éphésiens.
Alexandre le Grand passe à son tour par l’Ionie l'année suivante. Il propose à la cité de participer à la reconstruction de l’Artémision, détruit en 356. Les Éphésiens refusent ce geste généreux, arguant « qu'il n'appartient pas à un dieu de bâtir un temple pour un autre dieu », et préfèrent lancer une vaste campagne de collecte de fonds sur l’ensemble de l’Ionie.
Éphèse était restée à l’écart de la domination macédonienne, mise en place progressivement sous l’influence de Philippe II à partir du milieu du IVe siècle. Désormais sous tutelle macédonienne, elle continue, à l'instar du reste de l'Ionie, à vivre en toute autonomie, jusqu’à ce que l’empire d’Alexandre éclate, et que n'apparaissent les disputes fratricides entre ses généraux pour la succession.

### L'époque hellénistique
À l'époque hellénistique, Éphèse devint un centre administratif important. Sous contrôle macédonien à la mort d’Alexandre, l’Ionie et l’Asie Mineure en général passent en 301 sous le contrôle de Lysimaque. Cette passation de pouvoir s’opère à la suite de la bataille d’Ipsos, où Lysimaque l’emporte sur Antigone le Borgne. L'ancienne cité fut refondée par Lysimaque. C’est à Lysimaque que la ville doit la construction de son enceinte, encore visible aujourd’hui ; en effet, la ville d’origine s’était envasée. Le diadoque embellit, assainit et agrandit la cité, et y transfère les habitants de Colophon. Elle comptait alors environ 100 000 habitants. Son théâtre pouvait accueillir 24 000 spectateurs.
Lorsque Lysimaque met la main sur les cités d’Ionie, il se retrouve face d’une « coalition » formée peu avant 315, couramment appelée la «confédération ionienne». Cette confédération, dont les structures sont à peu de chose près semblables à celles de la ligue de Délos, regroupe l’ensemble des cités d’Ionie, dans le but d’associer leurs forces économiques et militaires. Une réunion de cette confédération se tient à Éphèse. C’est à cette confédération que se heurte brutalement Lysimaque en 284, lorsqu’une partie de l’Asie Mineure se rebelle, après qu'il a fait exécuter son propre fils. La répression de la révolte se termine par une reconquête brutale d’Éphèse.
Éphèse passera ensuite sous le contrôle des Séleucides, dynastie issue d'un autre diadoque, après la disparition de Lysimaque. À cette occasion, le monde hellénistique se trouve partagé entre ces nouvelles dynasties, créées par les anciens généraux d’Alexandre.
Les Séleucides contrôlent un espace très étendu, qui s’étend de la Méditerranée à l’Indus, mais ils n’occupent pas l’intégralité de l’Asie Mineure. Éphèse se retrouve au centre de conflits d’influences et d’intérêts que se livrent les Séleucides à l’est, les rois de Pergame au nord et les Lagides en Égypte. Ptolémée de Milet, un fils du roi lagide Ptolémée II, est tué à Éphèse en 260 ou 259 par ses mercenaires au cours d'une révolte.
L’Asie Mineure passe d’une main à une autre. Dominées par les Attalides, les cités anatoliennes vont prendre progressivement leur indépendance, et des tyrans y prennent alors le pouvoir. Ces derniers seront ensuite chassés par Antiochos II, qui donne leur liberté à toutes les cités.
À la faveur des guerres de Syrie, Éphèse intègre l’empire maritime des Lagides. En 197, elle est reconquise par Antiochos III, ce qui scelle la réintégration de l’Anatolie dans le giron des Séleucides.
Eumène II, de la dynastie des Attalides — rois de Pergame — s’étant allié aux Romains, pour contrer l’expansion Séleucide vers la mer Égée, obtient par la paix d’Apamée, en 188, le contrôle d’une partie de l’Asie Mineure. Éphèse se trouve dans la région nouvellement attribuée, et restera sous la domination des Attalides jusque sous le règne d’Attale III. Les sources témoignent des relations qu’entretenaient les souverains de Pergame avec Éphèse : des rapports cordiaux et de confiance (on peut noter que le précepteur d’Attale III venait d’Éphèse).
À la mort d’Eumène II, Attale II prend la direction du royaume de Pergame; et continue d’entretenir des relations étroites avec Éphèse, relations principalement économiques et culturelles. L’ingérence de plus en plus grande de l’Empire romain dans les affaires orientales conduit Attale III, qui arrive au pouvoir en 138 av. J.-C., à la suite de son père Attale II, à léguer progressivement ses biens privés au pouvoir romain. Celui-ci prit dès lors le contrôle progressif du royaume de Pergame, malgré une ultime résistance menée par Eumène III. La porte était alors ouverte pour l’intégration de l’Anatolie et d’Éphèse dans le monde romain.

## Organisation politique
D’abord gouvernée par une monarchie, la cité évolue vers un système démocratique au cours d'une transition encore mal connue. Le pouvoir royal se voit progressivement affaibli par l’appétit de pouvoir des grandes familles, qui elles-mêmes durent se défendre face aux velléités d’émancipation des masses populaires. Des tyrans se font alors jour, tel Pythagore vers 600.
Les conseils prennent le relais de la tyrannie tant dans le fonctionnement de la cité que dans l’organisation de la ville. La boulè est l’organe de la cité qui rend les décrets et assure le fonctionnement de la cité. Le bouleutérion, c’est-à-dire le lieu où siège le conseil, se trouve probablement à l'emplacement l’odéon qui subsiste aujourd’hui.
À l’inverse d’Athènes, Éphèse ne possède pas d’ecclésia : le peuple se rassemble sur l’agora à des intervalles irréguliers, mais n’a pas de Conseil structuré comme l'est la boulè ; son rôle est plus consultatif qu’exécutif. Le territoire et la population sont répartis en tribus portant chacune un nom, elles-mêmes subdivisées en chiliastyes.
À l’époque hellénistique, on compte cinq tribus. Chacune dispose d’un nombre égal à la boulè, qui devait être composée d’une cinquantaine de membres environ. Ce chiffre reste sujet à caution, puisque le nombre de tribus ainsi que le nombre de représentants pour chacune a été parfois modifié.

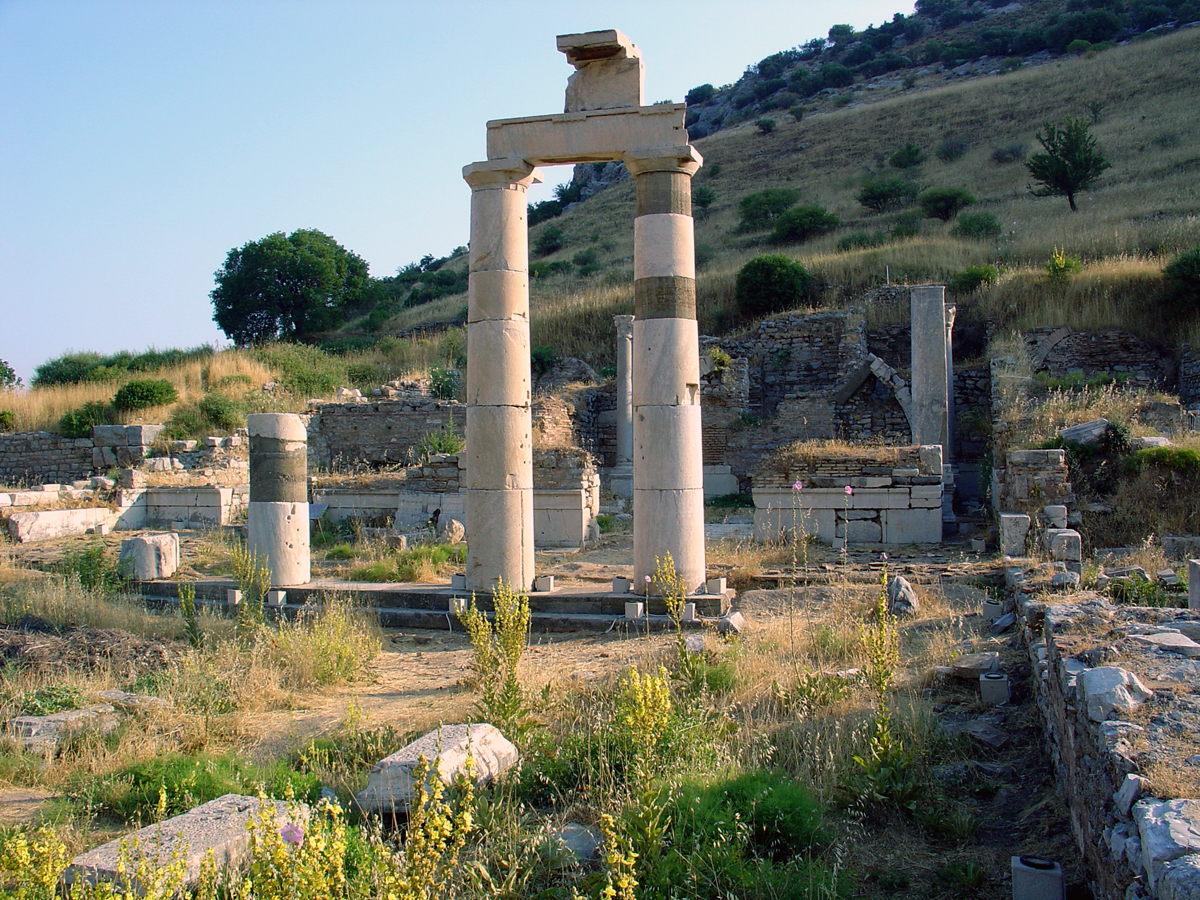
Ruines du prytanée d'Éphèse

Le prytanée, sorte d'hôtel de ville de la cité, fait face au bouleutérion. Le bâtiment est associé au temple consacré à Hestia Boulaia, où brûlait un feu perpétuel. Il semble, à la lueur des sources, qu'il n'ait pas vu le jour avant l’époque de Lysimaque, ce qui laisse entendre que le fonctionnement de la cité à l’époque classique était sensiblement différent de celui des autres cités. Malgré tout, les compétences des assemblées sont assez proches du modèle courant. Le très grand nombre de décrets accordant le droit de cité à des étrangers montre qu’Éphèse était attractive.
Le prytanée accueille des cérémonies importantes, des banquets et des réceptions. Il est surtout le siège du conseil des prytanes, vraisemblablement au nombre de deux. En de très rares occasions, l’un des deux pouvait être éponyme. La fonction est, à Éphèse, un héritage de la fonction royale ancestrale : c’est au prytanée que l’on traite des affaires d’État. À partir du IIIe siècle av. J.-C. au moins, les décisions des prytanes sont soumises à la boulè.
Le grammateus est un magistrat dont les fonctions sont proches des maires actuels. Sa fonction semble faire double emploi avec celle des prytanes. En fait, les prytanes, à la tête de l’instance délibérative, s’occupent des aspects réglementaires et décisionnels ; le grammateus, quant à lui, est garant de l’application et du contrôle de la bonne mise en œuvre des décisions. Bénéficiant d'une aura d’excellence, il est à la tête de la police locale, sorte de milice urbaine, dont les Romains conserveront l’usage sous le Haut Empire. Le nom même de la fonction reflète probablement les compétences d'expression orale dont doit faire preuve le titulaire de cette fonction.
Tout comme à Sparte, on trouve à Éphèse une gérousie, c'est-à-dire un conseil des anciens gouvernant la cité. Son recrutement est aristocratique ; par tradition, les membres siègent à vie et de manière héréditaire. Leur nom est consigné sur un registre, qui permet de contrôler en permanence la composition de cette assemblée. À partir du début de l'époque hellénistique, voire avant, elle est victime de la concurrence du recrutement populaire de la boulè : dépossédée de ses compétences civiles, ses prérogatives se restreignent progressivement au sanctuaire, les décisions de ce conseil sont dès lors soumises à l’approbation de la boulè et du peuple : il s’agit d’une instance de proposition et non de décision. Elle occupe malgré tout une place importante à Éphèse, dans la mesure où elle sert de lien entre le sanctuaire et la cité.
La gérousie possède son propre gymnasiarque, c'est-à-dire le magistrat chargé de la bonne tenue des compétitions se déroulant dans le cadre des cérémonies religieuses. Il est également, comme dans l'ensemble des cités du monde grec, la charge du gymnase. Sa fonction peut être apparentée à une liturgie, puisqu’il a à sa charge l’ensemble des frais nécessaires au bon fonctionnement de l’édifice et des activités qui s’y rapportent.
Enfin, les compétences de la gérousie sont partagées par une autre catégorie de magistrats, les épiclètes, intermédiaires entre le peuple et le conseil. Ils ne siègent pas à proprement parler.
On ignore où siégeait la gérousie, mais on sait que l’ensemble de la vie civique de la cité s’articule autour d’un espace central que constitue l’agora. Dans le cas d’Éphèse, on parle d’« agora d’État ». À partir de l’époque classique, elle prend une dimension commerciale, que confirme la mention dans les sources d’agoranomes, c'est-à-dire d'un magistrat chargé de maintenir l’ordre et de réprimer les fraudes. Il est associé à d’autres magistrats chargés d'assurer la sécurité des rues et de faire régner l’ordre public. Ces magistrats, dont les noms sont inconnus, sont sous la responsabilité du grammateus.
Les deux autres titulatures importantes à Éphèse sont les Courètes et les hellénodiques. Les premiers ont donné leur nom à une rue d’Éphèse, l’artère principale qui sert aujourd’hui de référence pour s’orienter sur les plans de la ville. Elle abritait à l'époque les habitations ainsi que les lieux de réunions de cette confrérie. Les Courètes sont en effet organisés en une sorte d’ordre social. Membres de la haute société, ils forment également un corps d’armée puissant et robuste dont la cité sait se servir. La défense de la cité leur est particulièrement confiée. Ainsi un espace leur est-il réservé dans le domaine du sanctuaire.
Les hellénodiques sont chargés de présider les jeux sacrés, d’y maintenir l’ordre et la discipline. Ils se chargent également de la distribution des prix. À ces fins, ils prêtent serment et doivent justifier de dix mois de résidence dans l’hellenodicée, le bâtiment réservé à leur hébergement, avant la tenue des Olympiades.

## Les activités culturelles et économiques

### Les activités culturelles
Les Éphésiens affectionnent tout particulièrement le « beau »[réf. souhaitée].
Il existe donc à Éphèse deux domaines artistiques : l’art oratoire, et l’art « matériel ». On trouve un certain nombre de spécialistes de l’expression. D’un point de vue artistique, on retrouve la plupart du temps ces derniers dans les différents concours qui rythment la vie de la cité. Dans ces derniers existent deux sortes de compétitions. D’un côté, les concours gymniques, mettant en scène des athlètes — professionnels ou non — dans des compétitions sportives et athlétiques, et des concours lyriques, qui mettent aux prises des spécialistes de la parole et du chant. Ces deux types de concours sont sous la responsabilité des Hellénodiques.
Les concours lyriques prenaient place dans le théâtre de la cité. Celui-ci se trouve sur les contreforts du Panayir Dağ. L’ensemble des concours ayant lieu à Éphèse, qu’il s’agisse des Olympia ou des Artemisia ou d’autres concours que sont les Ephesia, les Romaia ou les Balbillea (plus tardifs et hors de notre cadre chronologique), comportaient les deux types de compétitions. On distingue plusieurs épreuves au sein de ces compétitions lyriques. Chacune relève du domaine de compétence de différents domaines de la langue et du geste.
Ainsi, on trouve mention de l’existence de concours d’acteurs. Les sources mentionnent à plusieurs reprises des comédiens, parfois enfants, ou de mimes. Ces derniers pouvaient être regroupés en compagnie et allaient de concours en concours, et ce, dans l’ensemble du monde grec. De même, les inscriptions font état d’un grand nombre de pantomimes.

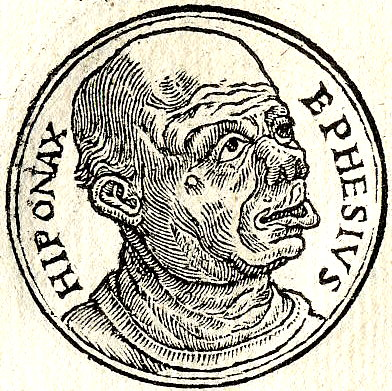
Portrait du poète éphésien Hipponax dans les Promptuarii Iconum Insigniorum de Guillaume Rouillé, XVI. Hipponax était réputé avoir été difforme.

Ces épreuves, dont le déroulement est en grande partie semblable à celui des grands concours panhelléniques, donnèrent lieu à de mémorables joutes verbales. C’est vraisemblablement lors de ces affrontements verbaux que les poètes Callinos et Hipponax purent développer tout leur talent.
Ce dernier est un poète satirique qui fut expulsé d’Éphèse vers 540 par la volonté du tyran Athénagoras. Il trouva alors refuge à Clazomènes où il poursuivit son œuvre. Connu pour son physique disgracieux, il fut la victime d'une plaisanterie des sculpteurs Boupalos et Athénis, qui le caricaturèrent. Sa grossièreté de pensée et de sentiment et sa vulgarité, de même que son manque flagrant de goût et ses références permanentes à des sujets exclusivement locaux l’empêchèrent d’obtenir une quelconque renommée en Attique ou ailleurs dans le monde grec. On le considère généralement comme l’inventeur de la parodie — en tant que style littéraire — et d’un mètre particulier, le scazon ou choliambe. Ce mètre particulier consiste à avoir un trimètre iambique imparfait avec un spondée pour l’iambe final. Ce type de découpage métrique, et le rythme ainsi produit est alors une forme tout à fait appropriée pour le style burlesque des poèmes d’Hipponax. Au rang de ses aphorismes, on pourra citer pour mémoire celui qui a été le plus largement repris, et qui témoigne de toute l’ambiguïté de la pensée du poète : « Il y a deux jours où la femme est un plaisir : le jour où on l’épouse, et le jour où on l’enterre ».
Les concours gymniques prenaient place dans le stade, qui se trouve au nord de la cité. C’est là que se déroulait l’ensemble des compétitions sportives telles que les différentes courses, les épreuves de lancer (javelot, disque, etc.) et pour une époque plus tardive les courses hippiques.
Les athlètes constituent une «caste» à part entière. Certains d’entre eux se regroupaient au sein de guildes. De la même manière que les compétiteurs lyriques et littéraires, leur victoire est source de fierté pour la cité. De même, ces victoires sont une source de renommée pour les athlètes eux-mêmes. C’est ainsi que leurs victoires sont inscrites la plupart du temps sur leurs épitaphes. Ce statut particulier s’affiche encore par la présence de plusieurs gymnases au sein de la cité. Cet édifice est le symbole de l’éducation dans le monde grec. L’éducation physique est indissociable de l’éducation civique.
Composés de deux parties. Le gymnase est sous la direction du gymnasiarque, dont la tâche principale est d’assurer la gymnasiarchie. Cette liturgie consiste dans le financement de l’ensemble de ce qui est nécessaire au fonctionnement normal du gymnase, qu’il s’agisse des fournitures ou de l’entretien des locaux. Ce dernier rend compte directement à l’instance qui l’a élu, qu’il s’agisse de la boulè pour le gymnase municipal, ou de la gérousie lorsqu’il s’agit du gymnase du sanctuaire. Le rôle du gymnasiarque, en tant que garant du bon fonctionnement de l’institution « sportive », est essentiel pour la cité. En effet, c’est grâce à lui que la cité rayonne par les victoires des athlètes. Le gymnase est consacré au dieu Asclépios[réf. incomplète].
Outre les poètes, dont Callinos et Hipponax sont les exemples les plus connus, ceux que l’on retrouve en très grand nombre à Éphèse sont les sophistes qui occupent une place de premier plan dans l’activité intellectuelle de la cité. En effet, c’est à cette catégorie d’intellectuels que revenait en partie la mission d’éducation.
Les Sophistes sont les fondateurs de l’ensemble des méthodes de pensée qui se développèrent au long de l’Antiquité. Loin des critiques émises par Platon, stigmatisant ainsi de manière péjorative l’œuvre des sophistes, ces derniers sont à l’origine de la rhétorique. Les écoles de sophistiques ont un rôle important à Éphèse. Au-delà de la seule éducation des petits Éphésiens, elles procurent à la cité un potentiel intellectuel qui lui confère un statut de centre intellectuel. Il existe différents témoignages de sophistes venant d’autres cités demandant à la boulè le droit de cité à Éphèse.
Les Grecs faisaient la différence entre la sophrôsuné (sagesse – mesure/modération) et la sophia (sagesse – savoir). Parmi ceux qui s'intéressaient à cette dernière, il y eut d'abord les sophoi (sages, en particulier les Sept Sages), puis les philosophoi (chercheurs de sophia, philosophes). Au contraire du sophos ou du philosophos qui tendent à transformer leurs disciples en sophoi et philosophoi à leur tour, les sophistes ne veulent pas former des sophistai, mais, concrètement, des gens aptes à réfléchir, à prendre des décisions, à argumenter et à gouverner.
Leur enseignement est assez onéreux. C’est pourquoi seule une minorité pouvait avoir accès à ce type d’enseignement. Cette formation est essentiellement pratique et le développement de celle-ci conduisit à la naissance de la rhétorique et ce dès le IVe siècle av. J.-C.
Ainsi, dans le cas d’Éphèse, les sophistes disparaissent peu à peu des sources à partir de cette période, pour être alors remplacés par les rhéteurs et leurs ateliers. Néanmoins, leur activité ne fait que décroître et elle n’est pas totalement supplantée par le développement de la rhétorique, puisqu'on trouve des sophistes à Éphèse jusque sous l’époque impériale. La renommée de ces maîtres était une source de fierté pour la cité et dépassait les limites de celle-ci. Des étudiants du monde entier se pressaient à Éphèse pour s’offrir leurs services. Cet enseignement était de qualité et reconnu dans une grande partie du monde grec.
À côté de ces spécialistes du langage et du discours, qui, les uns et les autres formaient de brillants orateurs, nous trouvons les philosophes. Le plus célèbre d’entre eux à Éphèse est Héraclite. Sa pensée et son œuvre témoigne de la vivacité culturelle d'Éphèse. Tout comme ses confrères, Héraclite rendait un culte aux Muses. Le lieu de cette dévotion, attesté à Éphèse, est le Musée ou Mouseion. On ignore pour le moment si ce bâtiment suivit l’évolution caractéristique des Mouseion à l’époque hellénistique, à savoir la transformation en « centre de recherche ». À partir du IIIe siècle av. J.-C., la plupart des Mouseion concentrent, en plus des éléments nécessaires au culte des Muses, tous les équipements nécessaires pour que les savants mènent à bien leurs recherches.
On trouve enfin les ateliers des grammateis. Ces « grammairiens » sont chargés de l’enseignement et de l’apprentissage de la lecture et de l’écriture. C’est par exemple parmi eux qu’Attale II recrutera le précepteur qui fera l’éducation de son neveu.
Il n'y a pas ou peu d'architectes ou de sculpteurs à Éphèse même, comme en témoigne la méthode à laquelle la cité a eu recours pour la construction et la décoration de l’Artémision, à savoir l’appel d’architectes et de sculpteurs étrangers à la cité.

### Organisation socio-économique
Héritière de la tradition monarchique, l’aristocratie éphésienne disposait à l’origine de la propriété et du contrôle du patrimoine foncier de la cité. Ces grandes familles géraient la direction de la cité et occupaient les postes clés de son organisation, qu’il s’agisse des différentes magistratures, des professions intellectuelles ou des différentes prêtrises.
À la faveur des retournements politiques du VIe siècle, à savoir les tyrannies successives et leur renversement non moins successifs, l’aristocratie perd progressivement son influence. Elle se retrouve peu à peu dépossédée de ses propriétés, confiées pour leur culture et l’approvisionnement de la cité aux paysans. De même, et ce, conformément au schéma traditionnel que l’on retrouve dans l’ensemble du monde grec, le régime aristocratique est remplacé par « l’institution » démocratique. Toutefois, ayant perdu le contrôle « total » de la cité, la classe « aristocratique » n’en demeure pas moins puissante et conserve tout son prestige, de même qu’une certaine influence. Ainsi, les confréries de Courètes sont-elles révélatrices de cette marque de l’aristocratie sur la société éphésienne. Ces confréries recrutent exclusivement au sein des grandes familles aristocratiques. De la même manière que l’hoplite devait financer son propre équipement, les membres de ces confréries devaient assumer eux-mêmes les frais d’achats et d’entretien de leur équipement militaire. En effet, les Courètes ont essentiellement une fonction guerrière. Fidèles à l’archétype du bon aristocrate, conforme en cela à l’idéal du héros grec, les courètes sont des maîtres dans la maîtrise des techniques de combat, ce qui constituait, avant le passage au système démocratique, la force et le prestige de l’aristocratie. Contrairement à Athènes, on n'assiste pas à Éphèse à un développement de l’infanterie lourde. Jamais aucun contingent massif ne viendra d’Éphèse.
Si l’aristocratie reste présente et quelque peu influente, la majeure partie de la société éphésienne est constituée par les catégories « moyennes » dont les membres exercent la plupart du temps des professions dites « libérales ». On trouve à Éphèse une quantité de « petits » métiers dont le rôle est fondamental. On trouve ainsi des boulangers. La vallée du Caÿstre se prête tout particulièrement à la culture du blé. La cité en était excédentaire. De nombreuses émeutes liées aux variations du prix de ce blé eurent lieu.
Les boulangers étaient sous la responsabilité de l’agoranome qui avait la charge du contrôle de l'agora. Cet espace public était le centre névralgique de la cité, d’une part en tant que centre « politique » de la cité, où se réunissait le peuple, mais d’autre part, et peut-être de manière encore plus marquée dans le cas d’Éphèse, en raison de son rôle de centre commercial. Située à proximité immédiate du port, elle était l’espace dédié aux échanges commerciaux, qu’il s’agisse des marchandises arrivant à Éphèse, celles qui en ressortaient, ou celles que les Éphésiens s’échangeaient entre eux.
En raison de la situation géographique d'Éphèse, le port occupe une place prépondérante dans l'activité économique de la cité. Il était ouvert par une statue colossale de Poséidon. Éphèse possédait un certain nombre d’ateliers de textile dont la production dépassait alors la petite production domestique traditionnelle. On trouve également des scieurs de bois et de marbre.
Il existe enfin un grand nombre de petits artisans. L’émeute provoquée par la prédication de saint Paul témoigne de l’influence de ce groupe socioprofessionnel ainsi que de son organisation. En effet, c’est sous l’égide de Démétrius, en quelque sorte leur « chef », en réalité, le plus riche et le plus reconnu de la profession, qu’ils se réunirent pour contrer le prédicateur. Nous pouvons nous demander en quoi concrètement saint Paul contrariait les affaires de ces professionnels. Le fameux Démétrius dont il est question était un orfèvre qui fabriquait des petits Artémision en argent et qui en faisait commerce. Comme lui, la majeure partie des artisans d’Éphèse exploitait l’image et la renommée du temple à leur profit. La remise en cause d’Artémis par saint Paul, de son culte, et par conséquent de son temple, porte préjudice à ces artisans, dont l’activité décroît au fur et à mesure que le nombre de pèlerins diminue et que les Éphésiens eux-mêmes se détournent d’Artémis.
Ils forment une catégorie privilégiée au sein de la cité. La majeure partie des artisans étaient attachés au temple et en faisait une exploitation commerciale. Leur nombre important, qui en fait une masse populaire « instable », oblige la cité et son administration, tant à l'époque classique qu’hellénistique, à les prendre en compte et à s’en concilier les bonnes grâces. Ceci passe par l’octroi de quelques privilèges et avantages, comme des allègements fiscaux, qui, dans certains cas pouvait être une exemption de contribution aux souscriptions publiques auxquelles la cité peut avoir recours. Ces artisans, comme leur nom l’indique, sont à la frontière entre les activités artistiques et commerciales. Ils participent aussi bien à l’enrichissement économique que culturel de la cité. En aval de la chaîne, se trouvent les commerçants qui tiennent leurs étals sur l’Agora,. Les échanges commerciaux donnaient lieu à l'utilisation de la monnaie.
La pratique médicale se développe tout particulièrement au sein de la cité. Le développement des écoles de médecine et l’essor de la pratique médicale privée et publique peuvent être imputés aux conditions culturelles réunies au sein de la cité. Carrefour intellectuel, Éphèse était l’une des cités propices au développement des pratiques curatives. De même le climat, lié à la situation géographique de la cité, n’est pas étranger à cette efflorescence. Le développement de la médecine à Éphèse a des répercussions tant sur le plan social qu’économique. En effet, la naissance des écoles de médecine entraîne la création d’une nouvelle catégorie sociale au sein de la cité. Même si une grande partie des médecins formés à Éphèse quittent la cité, la communauté des « étudiants en médecine » forme une nouvelle caste. L’essor de la médecine à Éphèse remonte au milieu du VIe siècle. Toutefois, c’est au cours du IVe siècle que l’on assiste à une véritable structuration de son enseignement et de son exercice. En effet, à l’origine, la thérapeutique n’était le fait que de maîtres isolés, agissant individuellement, transmettant leur savoir acquis et accumulé avec leurs expériences, tant pratiques que théoriques. Éphèse est un centre renommé pour la formation des médecins. C’est en tout cas la qualité qui est reconnue à Soranos d'Éphèse, qui exerça à Rome au IIIe siècle apr. J.-C. C’est ce praticien qui fut à l’origine de la mise en forme, sous forme de traité, des techniques gynécologiques. Le recrutement et l’évaluation des médecins répondent à plusieurs exigences. Ainsi, on se soucie de leur niveau scientifique, avec un concours qui comporte quatre matières : suntaymatos, probleatos, keirourgias et organon.

## Vie religieuse

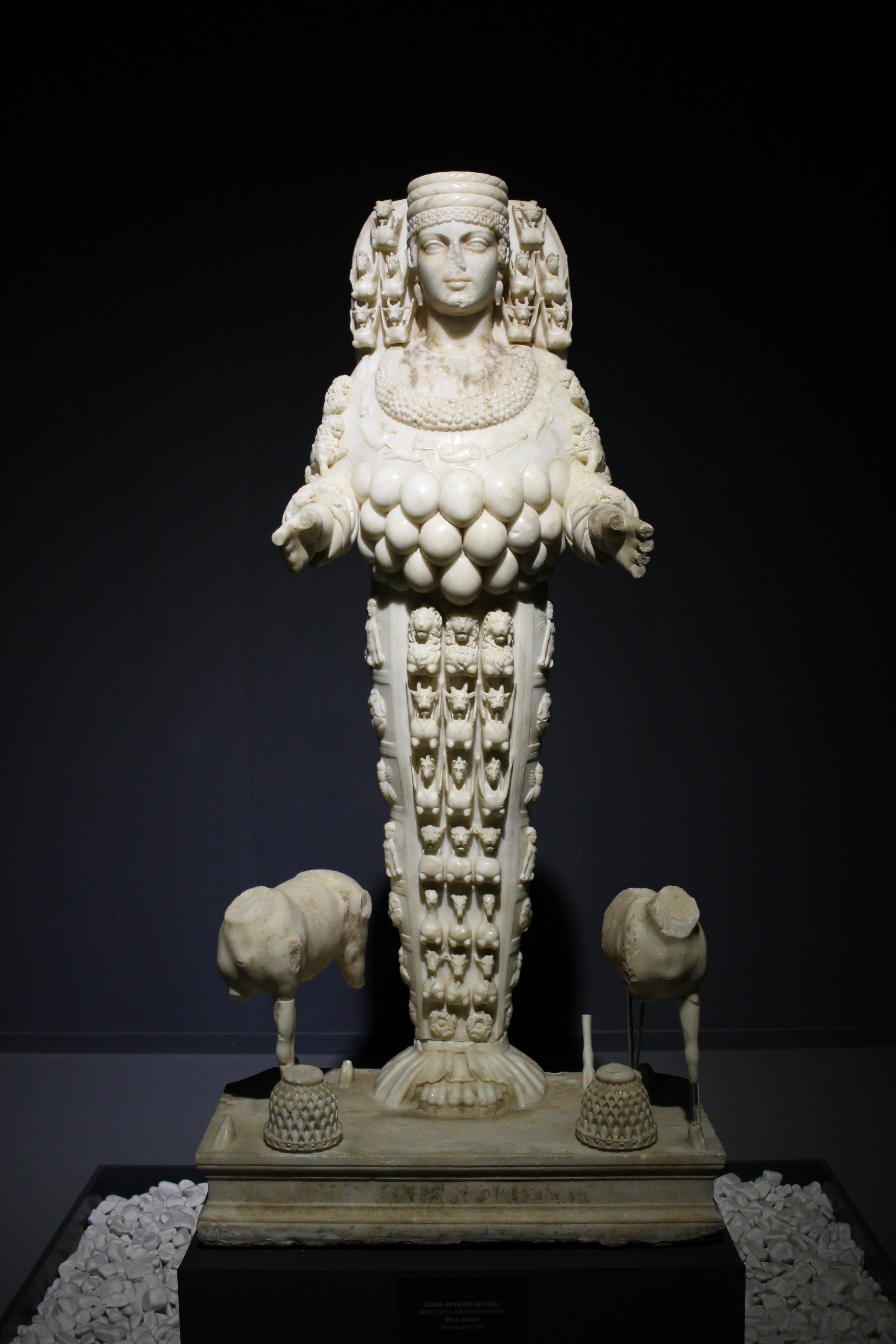
Artémis Ephesia, Ephesus-Museum de Selçuk (no 718)

La vie religieuse à Éphèse s'organise autour du panthéon hellénique classique. Cependant, les Éphésiens vouent un culte plus particulier à Asclépios et surtout à Artémis, divinité tutélaire de la ville.
Comme dans le reste de l'Anatolie, cette Artémis éphésienne n'est pas la divinité chasseresse des Grecs continentaux, mais une déesse protectrice de la cité et de ses habitants. La plupart des inscriptions retrouvées à Éphèse mentionnent la déesse, que ce soit pour la guérison d'une maladie, la protection des éphèbes ou encore l'extension d'un crédit.
Artémis d'Éphèse nous est surtout connue sous la représentation qui s'impose au cours du IIe siècle av. J.-C. : une statue aux jambes serrées, écartant les bras et portant au niveau de la poitrine des ornements s'apparentant à des seins, dont la signification exacte est sujette à controverse. L'hypothèse la plus probable est celle d'une statue initialement très simple, peut-être un xoanon en bois, qui était revêtue d'ornements (voiles, coiffures, etc.) – ceux-ci auraient ensuite été directement intégrés aux représentations de l'image de culte.
Un certain nombre d'autres divinités, égyptiennes pour la plupart, font également leur apparition avec la dilatation du monde grec provoquée par les conquêtes d'Alexandre le Grand.

## L'époque romaine

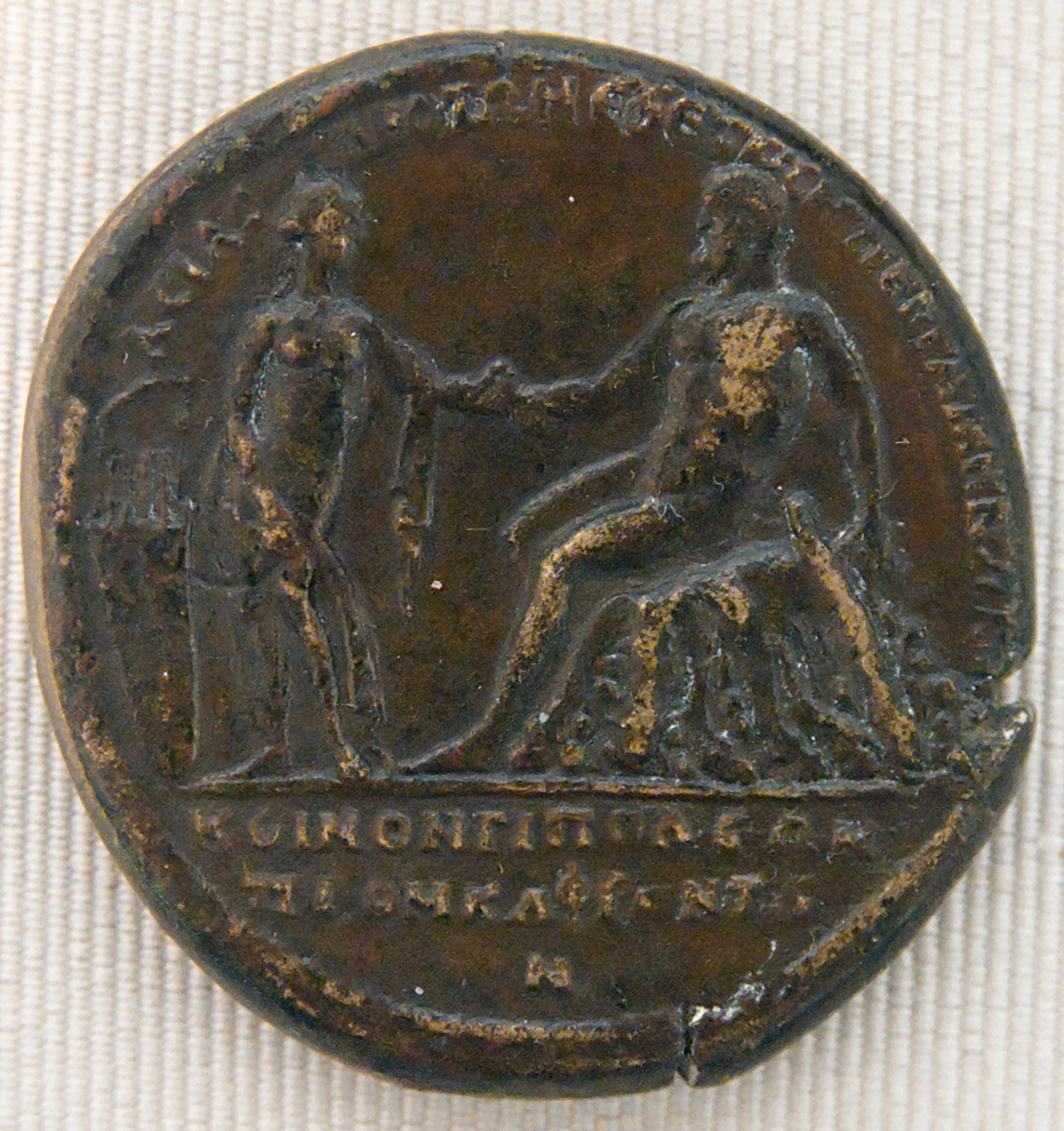
Médaillon en bronze frappé par Éphèse sous le règne de l'empereur Antonin (138-161 apr. J.-C.) ; droit : Héraclès et Iolaos

En 134 av. J.-C., Éphèse est déclarée libre par le roi de Pergame, Attale III. À la mort d’Attale III en 133, l’ensemble des possessions attalides est sous contrôle romain. Seul Eumène III s’oppose encore à ce qu’il considère comme une annexion. Face aux contestations de son testament par Aristonicos, Éphèse, par peur de perdre sa liberté, agrandit son corps civique pour lutter contre Aristonicos et mobilise des troupes et des flottes. Ainsi en 131, la flotte d'Eumène III est détruite par celle d'Éphèse. Après sa défaite définitive en 130, plus rien ne viendra remettre en question la mise sous tutelle romaine de cette partie du monde méditerranéen.
Les cadres de l’administration romaine sont alors progressivement mis en place. L’Anatolie devient une province romaine, placée sous la direction d’un proconsul. Il semble qu'en raison de son engagement aux côtés des Romains, Éphèse garde son statut de cité libre . En effet en 129 avant J-C, un décret de la cité, adressé au Sénat de Rome, retrouvé dans les fouilles du Capitole, indique que les Éphésiens remercièrent ce dernier pour leur avoir offert la libertas et les avoir délivrés de la tutelle attalide. Mais malgré son statut libre, le proconsul s'installe à Éphèse qui devient capitale de la province romaine. Est créé un réseau routier depuis la Macédoine permettant de rejoindre Pergame et Éphèse destiné au déplacement des troupes. Cette route favorise aussi le développement économique de la cité.
En 88 av. J.-C., le roi du Pont, Mithridate VI (120-63), conquit l'Anatolie occidentale et trouve le soutien de nombreuses cités dont Éphèse. Les directives de Mithridate et la haine ressentie vis-à-vis des Romains présents aboutissent à ce que l'on a appelé « Les Vêpres d'Éphèse », épisode où 80 000 citoyens romains et italiens d'Asie Mineure furent massacrés. Parmi eux beaucoup vivaient à Éphèse. Mais face à l'avancée des Romains et au comportement violent de Mithridate, Éphèse change de camp, se révolte et déclare la guerre à Mithridate. Une fois Mithridate vaincu, après la paix de Dardanos, Sylla, général romain, se rend à Éphèse et convoque les notables des cités d'Asie mineures pour les sanctionner, preuve de l'importance administrative de la cité. Éphèse, malgré son soutien tardif à Rome, perd alors sa liberté.
Après l'assassinat de César, une lutte plus féroce encore oppose Marc Antoine à Octave et en 33 av. J.-C. Antoine, accompagné de Cléopâtre, s'établit à Éphèse d'où il prépare la bataille finale. Il sera vaincu deux ans plus tard à Actium, en Grèce.
Au début de l'Empire, Octave, devenu Auguste, décide de redonner à Éphèse son statut de capitale. Une autre série de grands travaux débute, marquant son statut. Éphèse devient une des trois grandes métropoles de l'Empire romain, et peut alors être considérée comme un lien indispensable entre l'Orient et l'Occident. Au IIIe siècle, plusieurs familles de notables d'Ephèse font d'ailleurs carrière à Rome, en intégrant le Sénat.

## Antiquité tardive
La ville n'est pas épargnée par les troubles qui affectent la plus grande partie de l'Empire au milieu du IIIe siècle : alors que son enceinte est en ruine faute d'avoir été entretenue, et après avoir été endommagée par un séisme, la ville est durement affectée en 262 sous l'empereur Gallien par un raid maritime d'Ostrogoths et de pirates hérules : ils pillent et incendient le Temple d'Artémis, selon l'Histoire Auguste et Jordanes, et ravagent probablement d'autres quartiers. La ville se relève lentement de cette double catastrophe, comme l'attestent la rareté des inscriptions du troisième quart du IIIe siècle, et l'arrêt apparent de toute nouvelle activité édilitaire d'envergure.

### Administration et vie politique
Il faut attendre le règne de Dioclétien, qui rétablit durablement la sécurité de l'empire et en réforme profondément les institutions, pour voir la ville entrer dans une nouvelle période de prospérité, qui dure trois siècles, jusqu'aux invasions perses et arabes. Elle le doit à sa situation stratégique sur les routes commerciales. La ville demeure un port important sur les routes commerciales de Méditerranée orientale : dans la section consacrée aux routes maritimes dans l'édit du maximum par Dioclétien, trois mènent à Éphèse, depuis Alexandrie, la Syrie et la capitale impériale, Nicomédie. Cette importance ne se dément pas après la fondation de Constantinople, Éphèse demeurant un port de relâche sur la route entre la capitale et l'Égypte. Cette position centrale est aussi la raison pour laquelle la ville est choisie pour la réunion de deux conciles œcuméniques en 431 et 449.

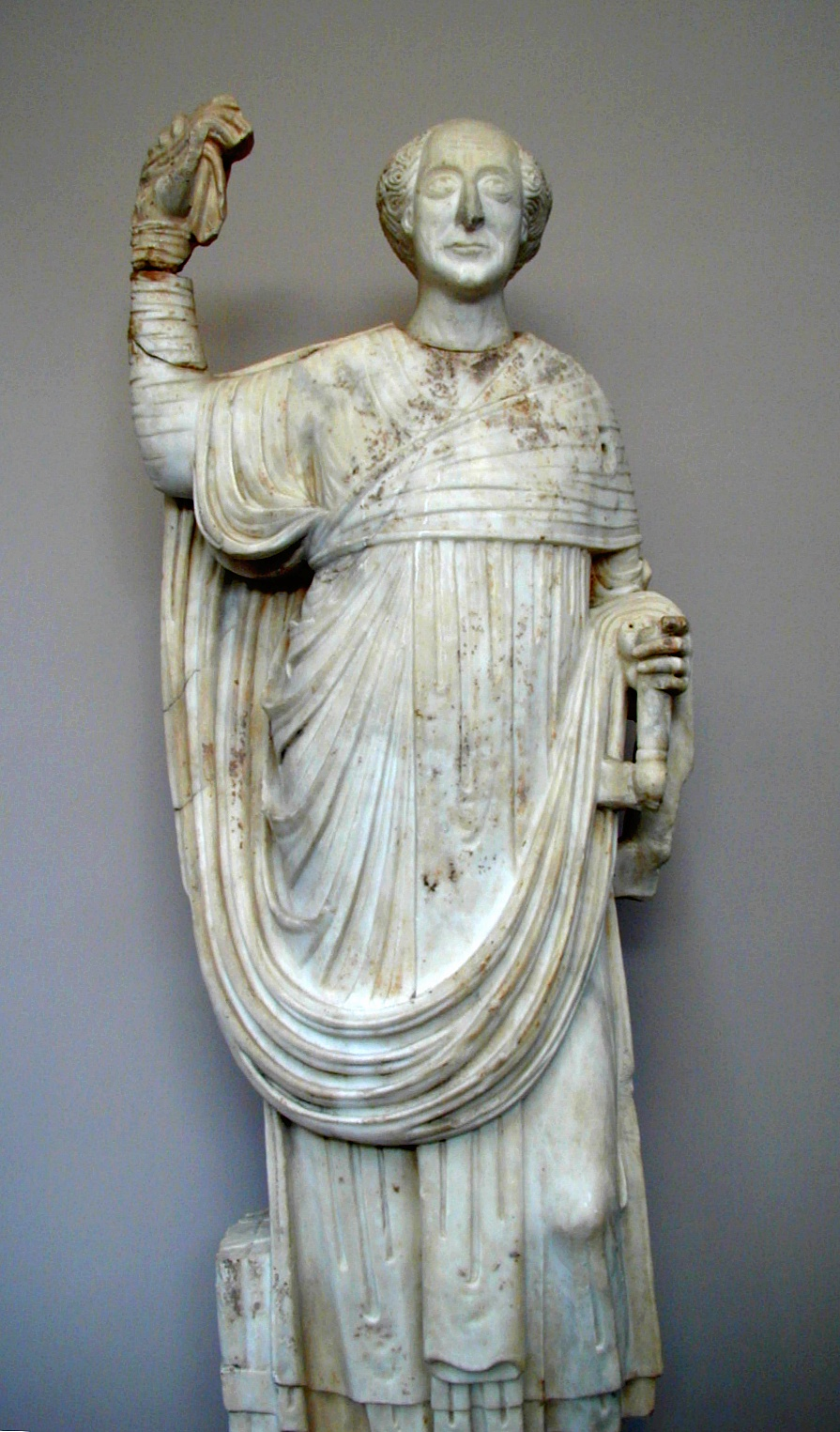
Statue du vicaire et proconsul d'Asie Stéphanos, musée d'Éphèse (Selçuk).

Dans la réorganisation administrative mise en place sous la Tétrarchie, Éphèse reste une capitale provinciale, le siège du proconsul d'Asie, mais avec un ressort dont l'étendue géographique a notablement diminué par rapport à l'ancienne province sénatoriale : la nouvelle province d'Asie s'étend en effet le long de la côte depuis Adramyttion jusqu'au Méandre et inclut dans l'arrière-pays la vallée du Caystre ainsi que le territoire au Nord du Méandre. Le proconsul d'Asie, gouverneur et juge de dernière instance pour la province, occupe une place privilégiée dans la hiérarchie honorifique de l'administration impériale en raison du prestige attaché au poste : il vient dans l'ordre de préséance directement après les préfets du prétoire et de la Ville, avant les vicaires diocésains. Parmi les titulaires connus du poste, on note la présence de plusieurs hommes de lettres, tels les historiens Eutrope (371-372) et Festus (372-378).
Éphèse est également une capitale ecclésiastique : son évêque est métropolite de la province d'Asie et jouit d'une influence en relation avec l'ancienneté et le prestige de son église. Les prétentions de la métropole à s'élever à un rang comparable à celui d'Antioche ou d'Alexandrie sont néanmoins déçues au Concile de Chalcédoine en 451, malgré l'appui du patriarche d'Alexandrie. Le métropolite reçoit le titre d'exarque du diocèse d'Asie, et doit céder la première place en Anatolie à l'évêque de Césarée de Cappadoce. Le grand siège ecclésiastique rival de Smyrne gagne aussi son indépendance et est promu archevêché autocéphale à ce même concile.
La cité conserve ses institutions politiques pendant l'Antiquité tardive, bien qu'elles soient progressivement reléguées au second plan par le rôle croissant de l'administration impériale. Le Conseil (Boulê) et le Peuple (Démos) sont ainsi toujours attestés dans l'épigraphie du IVe siècle, avec des inscriptions en l'honneur des proconsuls ou de l'impératrice, jusque sous Théodose II. Le Conseil est toujours en activité en 431, lorsque le comte Candidianus le convoque pour faire remplacer l'évêque, une anecdote qui montre le rôle de cette institution dans l'élection et la déposition des évêques. Mais la tâche principale du Conseil reste celle de la levée des impôts, pour lesquels les membres sont personnellement responsables. Cette charge fiscale est d'autant plus lourde que les rangs des conseillers sont éclaircis par leurs tentatives d'y échapper en entrant dans le clergé. En 400, l'Église d'Éphèse est ainsi frappée par un scandale qui nécessite l'intervention et le déplacement pour enquête du patriarche de Constantinople, Jean Chrysostome, lui-même : l'évêque Antoninus est en effet accusé de nombreuses malversations financières, parmi lesquelles la vente du titre d'évêque à des conseillers désireux de fuir les rangs du Conseil et les obligations fiscales afférentes. De façon significative, Candidianus convoque en 431, avec les conseillers, les honorati (ἀξιοματικοί / axiomatikoí), à savoir les notables, les grands propriétaires terriens qui prennent de facto en main la gestion des affaires publiques de la ville, aux côtés du gouverneur et de l'évêque. Leur influence croissante au Ve siècle s'opère au détriment du Conseil qui disparaît des sources.
Le peuple se réunit en assemblée (ekklesia) au théâtre, où sont affichées les proclamations publiques, comme en 431 la déposition par le synode nestorien des évêques orthodoxes Cyril d'Alexandrie et Memnon d'Éphèse. Dans l'Antiquité tardive, sur initiative du gouverneur ou d'autres autorités, ces assemblées procèdent à des acclamations qui sont le moyen privilégié pour faire connaître l'opinion populaire d'une façon relativement contrôlée. L'alternative est en effet l'émeute populaire : l'activité réglementaire des proconsuls d'Asie pour limiter les troubles, en interdisant notamment le port d'armes, témoigne de l'importance de ce phénomène. Les querelles religieuses sont à cette époque la principale occasion de troubles, à en juger par les actes conciliaires de 431 et 449, ou par les émeutes qui accompagnent des nominations impopulaires au siège épiscopal. Les factions du théâtre jouent un rôle capital dans l'organisation de ces manifestations et dans les émeutes qui en résultent parfois : plusieurs inscriptions dans la région du théâtre, lieu de leur activité, font ainsi référence aux Bleus et aux Verts, soutiens respectifs des empereurs Phocas et Héraclius au début du VIIe siècle. En 441, c'est en réponse aux acclamations organisées par ces factions que le proconsul Phlegetius décide d'accorder son pardon à des citoyens de Smyrne pour un grief inconnu.
Une autre institution politique survit à Éphèse, au moins au début de l'Antiquité tardive, le Koinon d'Asie : cette assemblée provinciale rassemblait les représentants de huit cités d'Asie portant le titre de métropole. Elle était chargée d'organiser le culte impérial, avec les jeux tenus en son honneur. Après la réorganisation administrative de Dioclétien, seule Éphèse continue d'accueillir les assemblées du Koinon. Sous Valens une loi prescrit que les quatre cités qui détiennent le titre de métropole doivent partager le coût des jeux, qui ne se tiennent plus qu'à Éphèse tous les quatre ans. Ces jeux, qui ont été débarrassés de leurs connotations païennes antérieures, sont organisés par le grand prêtre, élu par le Koinon parmi les citoyens des quatre métropoles, l'Asiarque, ou par des fonctionnaires appelés alytarques. Ils sont très coûteux, car ils sont expressément exclus de la loi de 409 limitant les dépenses pour les jeux civiques. Une partie de leur financement peut être assurée par une subvention impériale, mais l'essentiel repose malgré tout sur le grand prêtre. L'exercice de cette liturgie est donc une charge financière importante, qui a ses contreparties, puisqu'elle garantit le rang de sénateur à l'Asiarque, au moins à partir de 385. L'assemblée provinciale joue aussi un rôle politique, comme organe consultatif : composée des honorati de la province, elle est amenée à débattre des affaires publiques, à voter des remerciements aux gouverneurs, ainsi que des ambassades auprès de l'empereur. Encore en activité sous Julien, on ignore quand elle disparaît exactement. S'il est probable que les jeux cessent d'être organisés, en raison de leur coût, assez tôt, il n'est pas exclu que l'assemblée provinciale ait survécu plus longtemps, en raison de son nouveau rôle politique.

### Le développement du christianisme

#### La communauté chrétienne d'Éphèse

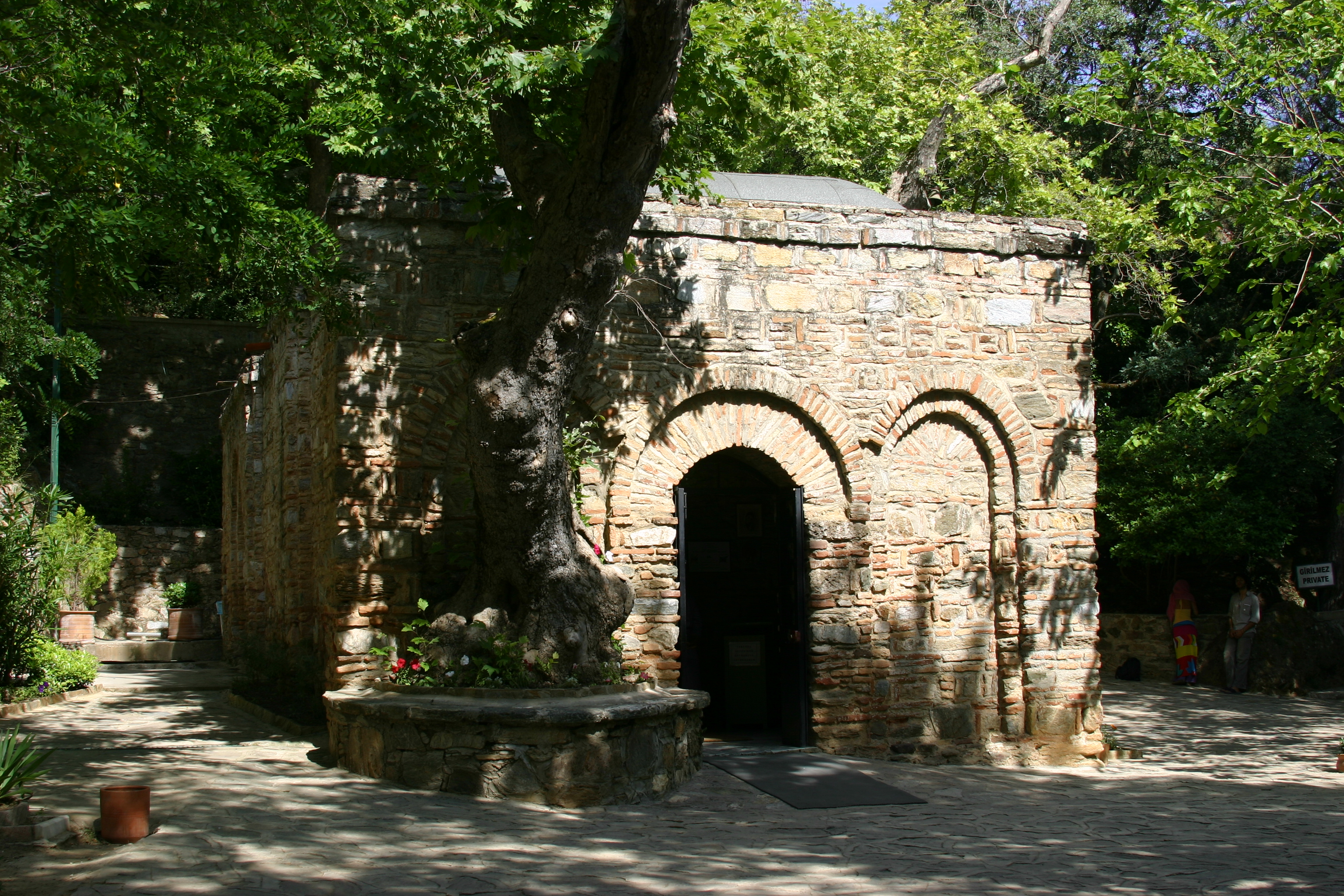
La « Maison de Marie », ou église du Monastère des Trois Portes (Monastiri üç Kapu).

Le christianisme se développe à Éphèse grâce à son association étroite avec l’histoire apostolique : c'est à l'intention de cette communauté qu'est rédigée l'Épître aux Éphésiens.
La tradition prête à plusieurs proches du Christ leur ultime résidence dans la ville ou ses environs, à commencer par Jean : selon la légende, l’apôtre aurait été libéré de son exil à Patmos après la mort de l’empereur Domitien et serait mort à Éphèse sous le règne de Trajan vers 100-101. Le Livre de l'Apocalypse, que lui attribue la tradition, cite Éphèse parmi les sept Églises d'Asie, ce qui témoigne de l’existence d’une communauté chrétienne importante dès cette époque.
Jean aurait été enterré sur la colline d’Ayasuluk, mais l’identité du mort fait débat dès le IIe siècle : il s’agit de savoir si l’auteur de l’Apocalypse est aussi celui de l’évangile, une position soutenue la première fois par Irénée de Lyon, mais largement contestée dès cette époque (fin du IIe siècle). Si cette identité est finalement acceptée, elle est encore contestée au IVe siècle par Eusèbe de Césarée. Il y avait selon lui et plusieurs autres auteurs chrétiens dès l'époque d'Irénée, deux personnages homonymes, Jean de Zébédée et Jean le Presbytre (Jean l'ancien), tous deux enterrés à Éphèse. D'après eux, ce pourrait être ce second Jean qui aurait travaillé aux dernières versions de l'évangile appelé aujourd'hui: évangile selon Jean. La tombe de l’apôtre est en tout cas objet de vénération très tôt, et une église vient en monumentaliser l’emplacement dès le IVe siècle selon toute probabilité (voir infra).

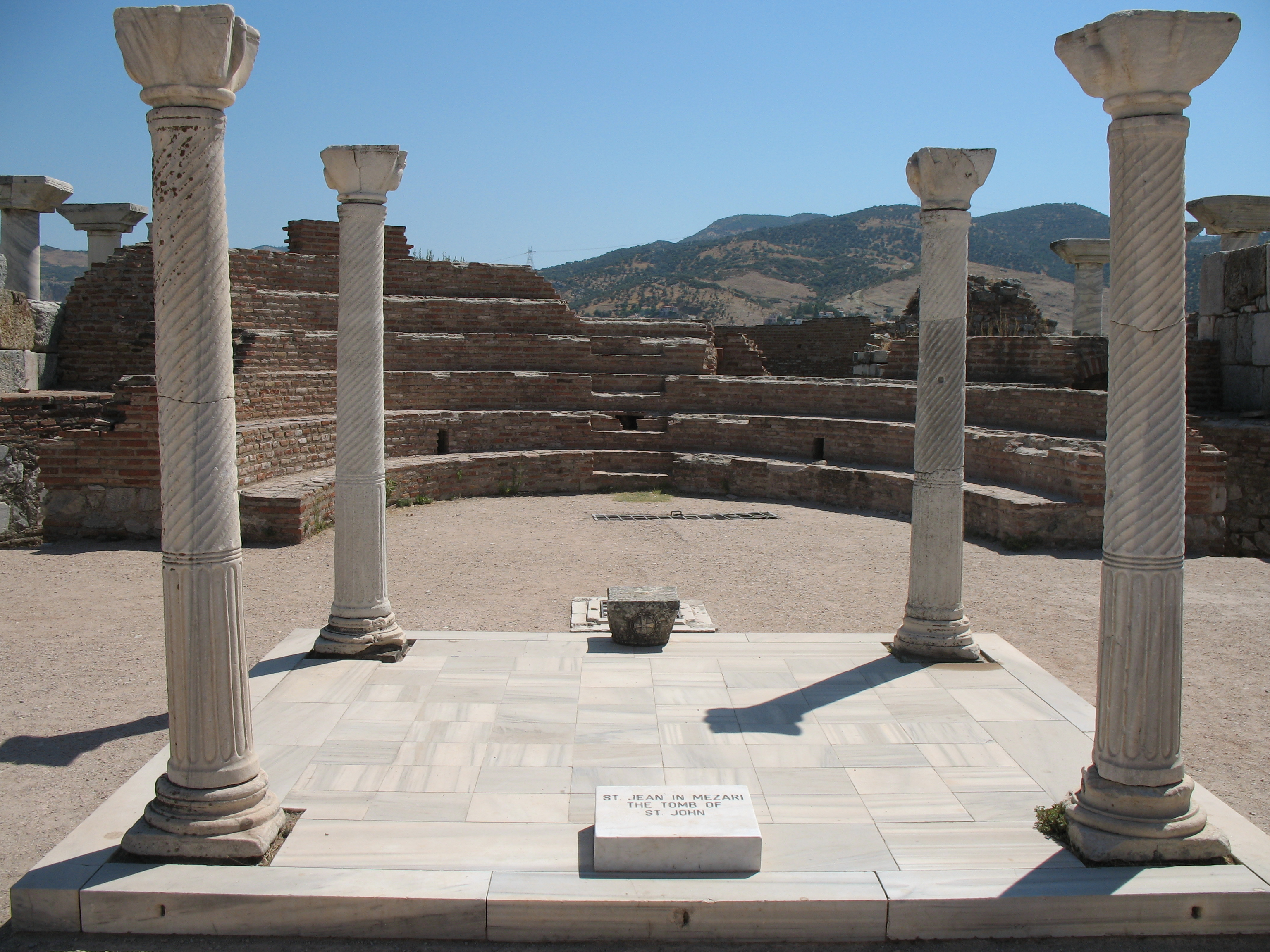
Sanctuaire de l’église Saint-Jean avec la plateforme au-dessus de l’emplacement réputé de la tombe de l’apôtre.

En vertu d’une interprétation de l’évangile selon Jean, pourtant relativisée par le texte même, qui parle non pas de Jean, mais du « disciple que Jésus aimait », la croyance se développe dès les premiers siècles que l’apôtre n’est pas mort, mais qu’il est seulement endormi dans sa tombe, en attendant la Seconde Parousie du Christ. En témoignerait le signe de vie qu’il donnerait par son souffle balayant à la surface de sa tombe de la poussière : vers 416, saint Augustin lui-même accorde foi à cette croyance qui semble partagée largement par les chrétiens d'alors, tandis que Grégoire de Tours précise plus tard, à la fin du VIe siècle, que cette poussière miraculeuse est appelée manne et utilisée pour guérir les malades dans tout le monde chrétien.
Selon la tradition chrétienne, non seulement c’est à Éphèse que Jean aurait rédigé l'évangile qui lui est attribué, mais encore la Vierge Marie, que le Christ sur la croix avait confiée à la garde du « disciple que Jésus aimait », y aurait résidé. Sur une colline à 7 km au Sud d’Éphèse, une petite église byzantine du XIIIe siècle, connue sous le nom de « Maison de la Vierge Marie » (Meryemana Evi), y conserverait le souvenir de ce séjour marial, bien que cette tradition ne puisse être retracée au-delà du XIXe siècle. Les traditions de la présence de Marie à Éphèse et de sa « dormition », c'est-à-dire sa mort, dans cette ville remontent aux tout premiers temps du christianisme. S'y ajoute la tradition selon laquelle, après sa « dormition » (c'est-à-dire sa mort), elle aurait été transférée miraculeusement à Jérusalem pour que son corps, intact, soit enterré dans le jardin de Gethsémani, pendant que son âme est élevée aux cieux. Selon une autre tradition, elle aurait été emportée corps et âme dans son Assomption,. La présence conjointe de Jean et Marie à Éphèse est mentionnée par de nombreux auteurs chrétiens dès le IIe siècle et par exemple au Ve siècle, par les actes du concile de 431 qui précisent que celui-ci se tient dans la ville où ils ont résidé. Des récits sur le séjour de Marie-Madeleine remontent aussi à l’Antiquité tardive : Grégoire de Tours et le patriarche de Jérusalem Modestus (630-634) relaient cette croyance. Celle-ci serait, elle-aussi, morte à Éphèse.

#### Les persécutions et la légende des Sept Dormants

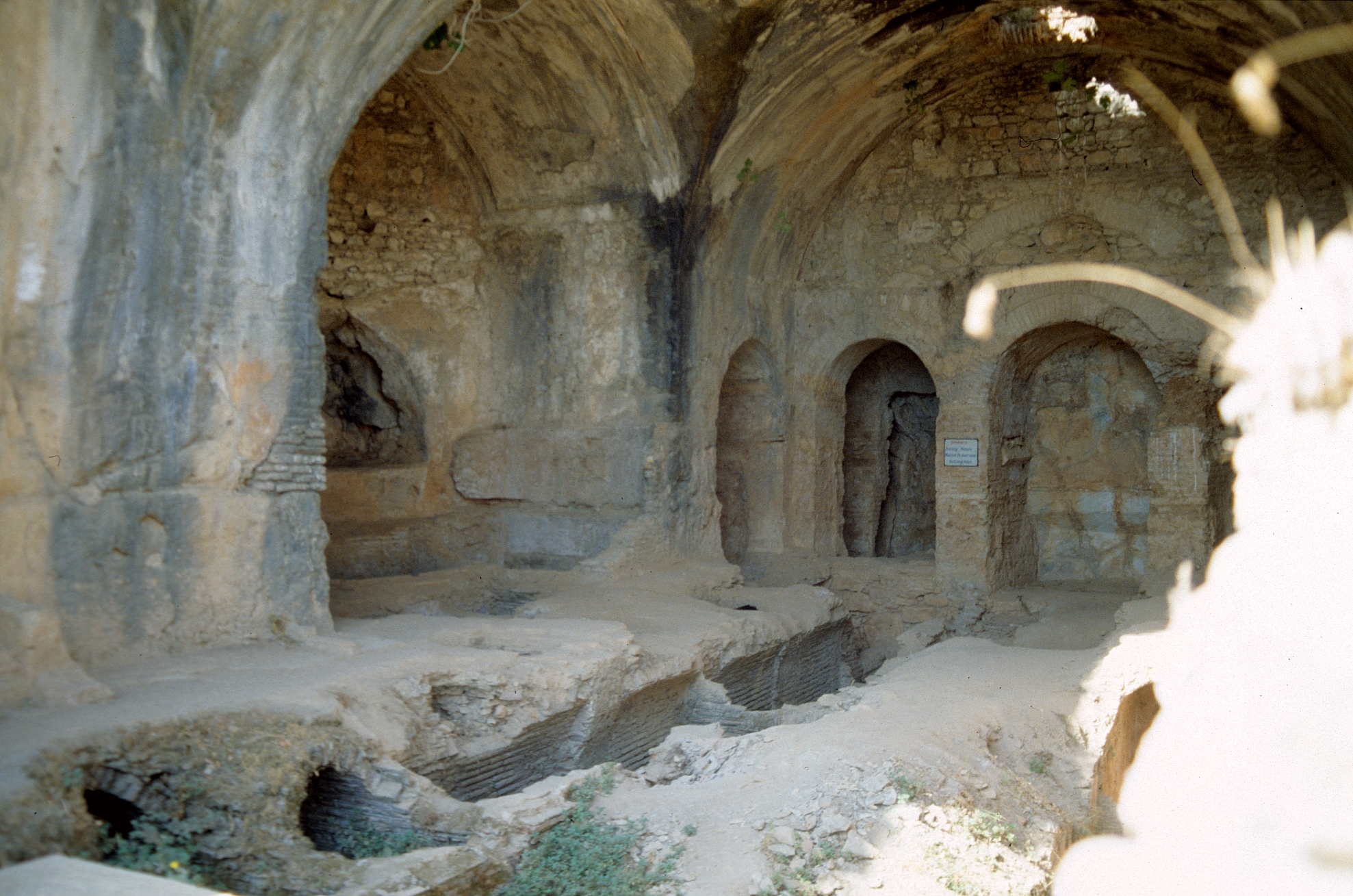
Abside de l’église des Sept-Dormants d'Éphèse et catacombes chrétiennes.

L’histoire de la communauté chrétienne d’Éphèse avant la paix de l'Église n’est pas très bien connue, même si des indices matériels (fragments de sarcophages, d’inscriptions, sanctuaire rupestre sur la colline de Bülbüldağ) montrent sa progression aux IIe et IIIe siècles. Le synaxaire de l’église de Constantinople conserve la mémoire de plusieurs martyrs des dernières persécutions contre les chrétiens à cette époque, inconnus par ailleurs : saint Myrope sous Dèce, saint Porphyre le Mime sous Aurélien, saint Andronicus, saint Adauctus et sa fille sainte Callisthena dans la dernière grande persécution, sous Dioclétien.
C’est également vers 250, sous l’empereur Dèce, que la légende place le début de l’histoire des Sept Dormants d'Éphèse : un groupe de jeunes gens poursuivis pour leur foi chrétienne se réfugie dans une grotte où ils s’endorment et sont emmurés par leurs persécuteurs. Ils se réveillent deux siècles plus tard, sous le règne de Théodose II, vers 430, et attirent l’attention des autorités pour avoir essayé d’utiliser des monnaies du règne de Dèce pour acheter de la nourriture : l’empereur lui-même se rend sur le lieu du miracle à l’occasion d’un pèlerinage à Éphèse. Le miracle est interprété comme une préfiguration de la résurrection des morts. De nombreuses versions du miracle circulent rapidement, reprises chez Grégoire de Tours et Paul Diacre notamment, mais la première, en grec, serait due à l’évêque Étienne d’Éphèse (448-451). La grotte présumée des Sept Dormants devient un lieu de pèlerinage, visité notamment vers 530 par le pèlerin Théodosios, dont le récit, qui fournit une première liste des noms des saints, est le plus ancien témoignage assuré sur cette légende et le culte qui l’entoure. Certains historiens ont estimé qu'une partie de la légende devait avoir des racines historiques, notamment en raison des circonstances de son apparition dans une des plus grandes villes de l'Empire, à un moment crucial de l'histoire de l'Église, juste avant un concile œcuménique. Cette histoire de jeunes gens se présentant comme des survivants des persécutions était particulièrement bienvenue à un moment où la controverse origéniste sur la résurrection des corps faisait rage. Une église martyriale est construite probablement sous le règne de Théodose II autour de la grotte, et de la grande nécropole chrétienne qui s’y développe depuis le IVe siècle au moins.

#### Le triomphe du christianisme
La reconnaissance du christianisme sous Constantin ne met pas immédiatement fin aux cultes païens qui continuent d'être tolérés pendant presque tout le IVe siècle. L'Artémision, grossièrement restauré après sa destruction par les Goths en 262, continue probablement d'accueillir les fidèles d'Artémis jusqu'au règne de Constance II, voire jusqu'aux lois de Théodose Ier imposant le christianisme comme religion officielle. Le culte de Sérapis est toujours vivant au IVe siècle, à en juger par l'épigraphie, de même que le culte impérial : le temple d'Hadrien, restauré sous la Tétrarchie, reçoit à la fin du siècle une dédicace à Théodose, le père de l'empereur homonyme. Néanmoins, le paganisme connaît un recul inexorable, comme le montre la ruine des temples de Rome, de César et d'Isis sur l'agora supérieure. Le grand temple souvent identifié comme un Sérapiéion reste en partie en ruine après la catastrophe de 262.

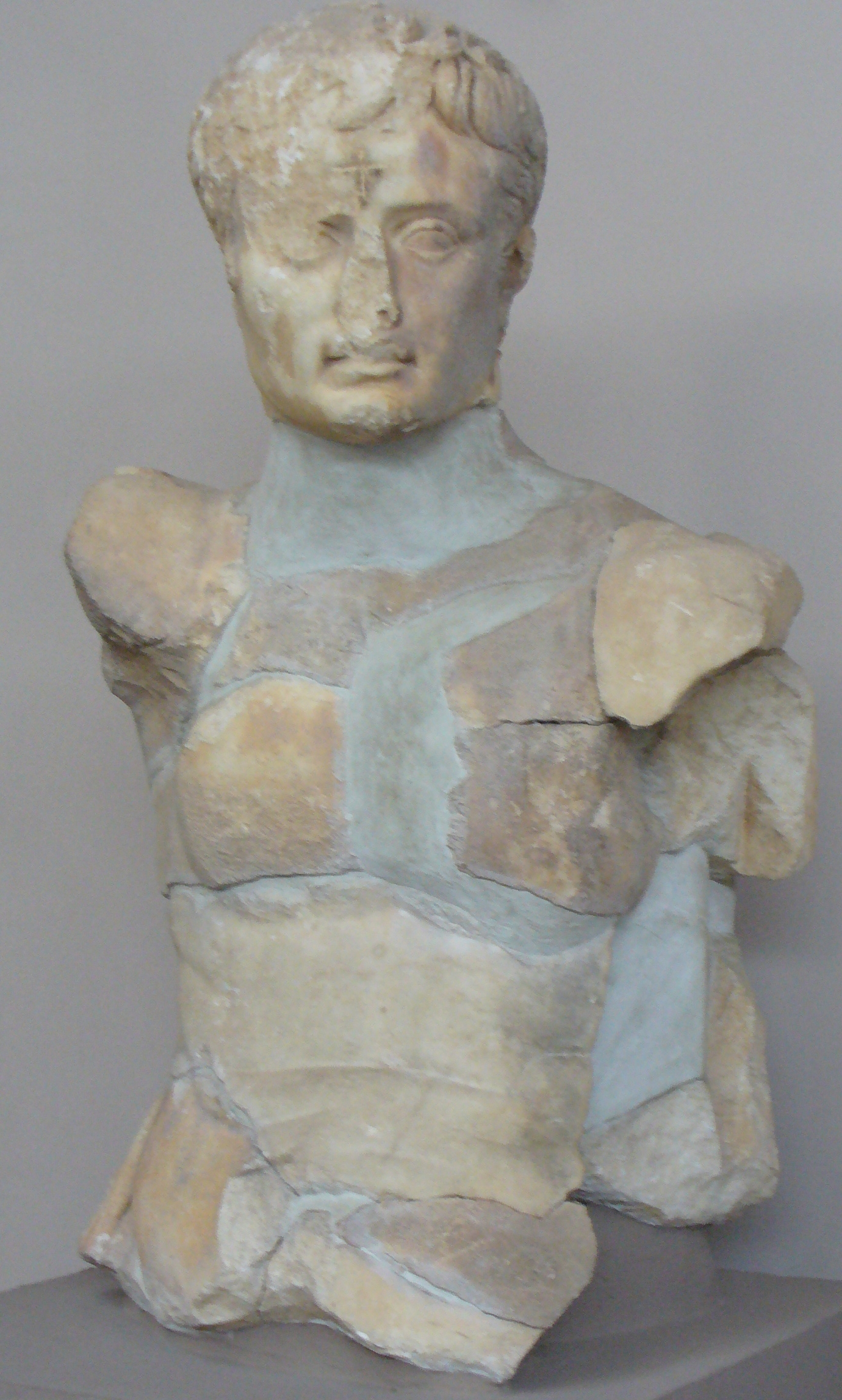
Statue d'Auguste marquée d'une croix, probablement à la fin du IVe siècle.

La christianisation de la ville prend un tour radical au tournant du IVe et du Ve siècle. De nombreuses traces de violence contre les édifices païens révèlent l'existence d'un véritable iconoclasme chrétien. Le nom d'Artémis est effacé des inscriptions dans les thermes du port ainsi que dans le portique devant le Prytanée. Des croix sont gravées au front de statues d'Auguste, de Livie, et d'autres encore, pour les christianiser, quand elles ne sont pas purement et simplement détruites et enterrées, comme c'est le cas au Prytanée. La statue d'Artémis qui marquait le carrefour des deux rues principales est abattue et remplacée par une croix monumentale, accompagnée d'une inscription décrivant triomphalement cette christianisation symbolique de l'espace urbain : « Déméas, après avoir abattu l'image trompeuse du démon Artémis, a élevé ce signe de vérité. Il a honoré Dieu qui chasse les idoles et la Croix, le symbole victorieux immortel du Christ. » C'est à cette époque, vers 400 que l'Olympiéion, le temple d'Hadrien divinisé, est systématiquement détruit jusqu'à ses fondations, et son décor sculpté brûlé dans des fours à chaux. Le paroxysme symbolique de cet iconoclasme chrétien survient en 406 lorsque Jean Chrysostome fait brûler l'image cultuelle d'Artémis.
Le paganisme survit néanmoins encore comme religion privée, dans la ville comme dans son arrière-pays. D’après Isidore de Pelusium (mort en 435), les Hellènes (c’est-à-dire les païens) dégagent des vestiges du temple d’Artémis pour les révérer, et « rendent des honneurs divins à des tombes et à des cendres pestiférées ». Sous Justinien, en 542, Jean d'Éphèse est envoyé en mission pour combattre le paganisme en Asie Mineure : il affirme en avoir converti 80 000 dans les provinces d’Asie, de Carie, de Phrygie et de Lydie, où il construit 89 églises et fonde 12 monastères. Bien que son action ait sans doute surtout concerné les campagnes, une inscription de Sardes témoigne aussi de son passage dans les villes.
À Éphèse même, le triomphe du christianisme se manifeste d’abord par une floraison d’églises dans la ville, dont certaines sont installées dans des monuments païens convertis au culte chrétien : c’est le cas de la stoa sud de l’Olympiéion qui accueille un premier sanctuaire chrétien dédié à la Vierge pour le concile de 431, rapidement reconstruit pour devenir la cathédrale de la ville. Le prétendu Sérapéion à l’Ouest de l’agora voit une église installée dans la cella du temple probablement dès la fin du IVe siècle. Une rotonde romaine sur les pentes inférieures du Panayir dağ, de fonction originelle inconnue, est également transformée en église assez tardivement (Ve ou VIe siècle — elle est connue sous le nom fantaisiste de « Tombe de saint Luc » dû au premier fouilleur, J. T. Wood (voir infra). Des églises sont aussi édifiées ex novo : un martyrium puis une basilique sont construits au-dessus de l’emplacement que la tradition locale attribue à la tombe de l’apôtre Jean sur la colline d’Ayasuluk. Une basilique cimétériale est fondée probablement assez tôt immédiatement au nord de la porte de Magnésie, sur les vestiges du rempart hellénistique. D’autres églises devaient encore exister, d’après le témoignage des actes conciliaires, ainsi que des chapelles privées : les deux grandes résidences romaines tardives, le « Palais du proconsul » et la Maison à péristyle au-dessus du théâtre en étaient pourvues.

#### Les conciles d’Éphèse

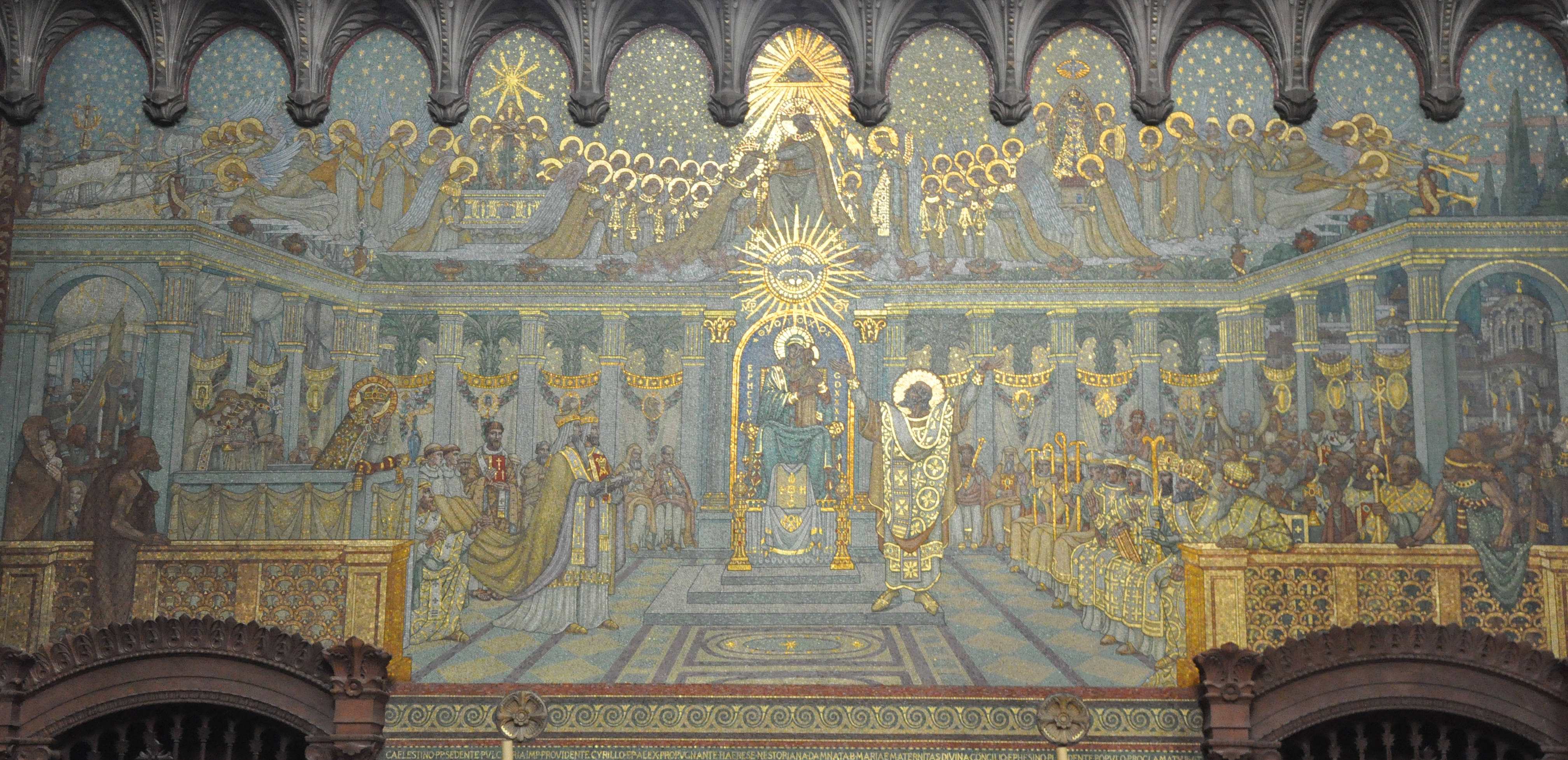
Représentation du concile d'Ephèse de 431 dans la basilique Notre-Dame de Fourvière à Lyon. Au centre Saint Cyrille montre l'enfant et Marie, proclamant la maternité divine de la Vierge.

L’importance de la communauté chrétienne d’Éphèse est confirmée par la tenue de deux importants conciles dans la ville, métropole d’Asie, sous le règne de Théodose II, le 3e concile œcuménique (dit d'Éphèse) en 431, et le second concile, plus connu par la tradition catholique sous le nom de Brigandage d'Éphèse en 449. Les actes conciliaires constituent une source importante de l’histoire religieuse et politique de la ville.
Le principal objet du troisième concile œcuménique, qui s'ouvre le 22 juin 431 dans l’église de Marie nouvellement aménagée, est le règlement de la question de la nature de la sainte Trinité. Il réunit environ 150 participants à la première séance, et oppose le patriarche de Constantinople Nestorius, partisan du diophysisme à Cyrille d'Alexandrie et Memnon d'Éphèse, champions de la doctrine monophysite. Memnon mobilise la population pour soutenir Cyrille et tenter d’intimider Nestorius : des émeutiers entourent sa maison, interrompent une réunion qu’il tient avec ses partisans, les églises lui sont fermées. Le représentant impérial, le comte des domestiques Candidianus, plutôt en faveur de Nestorius, fait intervenir la troupe pour le protéger et intimider à leur tour ses adversaires : il interdit aux partisans de Cyrille d’assister aux séances du concile et s’efforce de faire voter la déposition de Memnon. Le début du concile est néanmoins défavorable à la cause nestorienne, puisque Cyrille parvient à faire déposer Nestorius : la foule des Éphésiens raccompagne le vainqueur dans une procession nocturne triomphale jusqu’à sa demeure. C'est le triomphe de la théologie alexandrine, l'interprétation par Cyrille de la doctrine christologique du concile de Nicée : selon lui, l'humanité et la divinité du Christ sont unies dans une union hypostatique. Une conséquence importante à long terme en est la reconnaissance à la Vierge Marie du titre de Théotokos, « Mère de Dieu », c'est-à-dire non seulement de Jésus-homme, mais de Jésus en tant qu'il est reconnu par les chrétiens comme « vrai Dieu et vrai homme ». Le pélagianisme est par ailleurs condamné comme une hérésie.

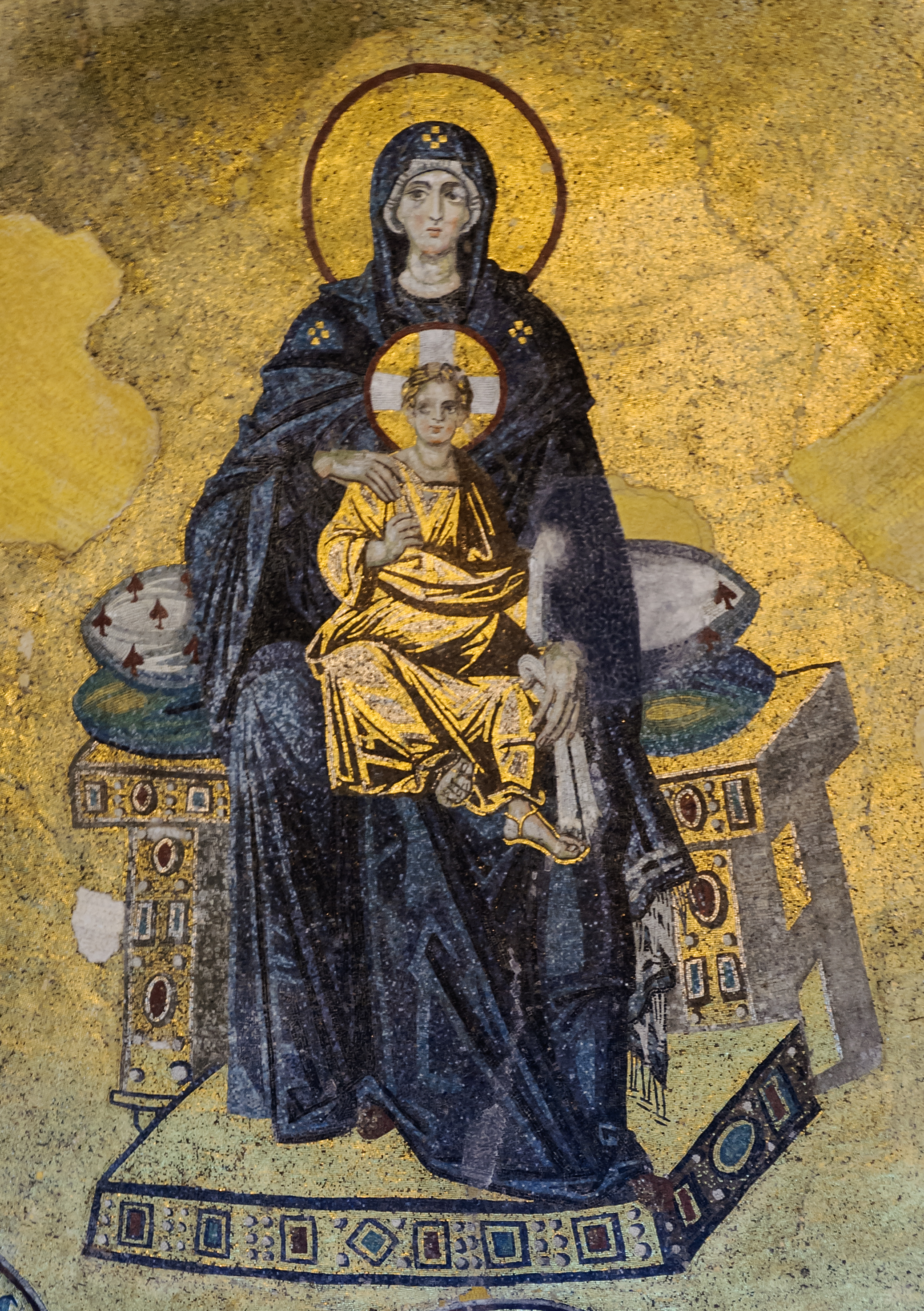
Mosaïque de la Vierge Théotokos, abside de Sainte-Sophie (Constantinople), 867.

Mais l’arrivée de l’évêque d'Antioche, Jean, un adversaire de Cyrille, change la donne : il réunit une session rivale du concile et fait condamner les Alexandrins. L’empereur intervient à son tour, condamne les deux partis et fait mettre leurs chefs aux arrêts, et les assigne à résidence dans leurs demeures. Les évêques se plaignent de la chaleur et souffrent probablement de la malaria, un témoignage intéressant sur l’insalubrité des basses terres de la ville. D'après Cyrille, plusieurs membres du concile décèdent même pendant leur séjour. La clôture des travaux du concile entraîne un bref schisme suivant la dispute entre Jean et Cyrille, qui se réconcilient en 433. Mais le nestorianisme reste défait dans le premier grand concile œcuménique du Ve siècle.
La population d'Éphèse continue de jouer un grand rôle dans les affaires ecclésiastiques les années suivantes, comme masse de manœuvre pour des émeutiers au service de l'une ou l'autre faction de l'Église. En 443, l'évêque Olympius de Théodosiopolis est emmené manu militari à l'église où il doit procéder sous la contrainte à l'ordination du nouvel évêque d'Éphèse, Bassianus. L'élection est remise en cause au concile de Chalcédoine en 451, Bassianus est déposé, et un nouvel évêque est désigné pour la métropole d'Asie, Jean. Mais comme les pères conciliaires le craignaient, l'arrivée de Jean entraîne des émeutes dans la population fidèle à Bassianus.

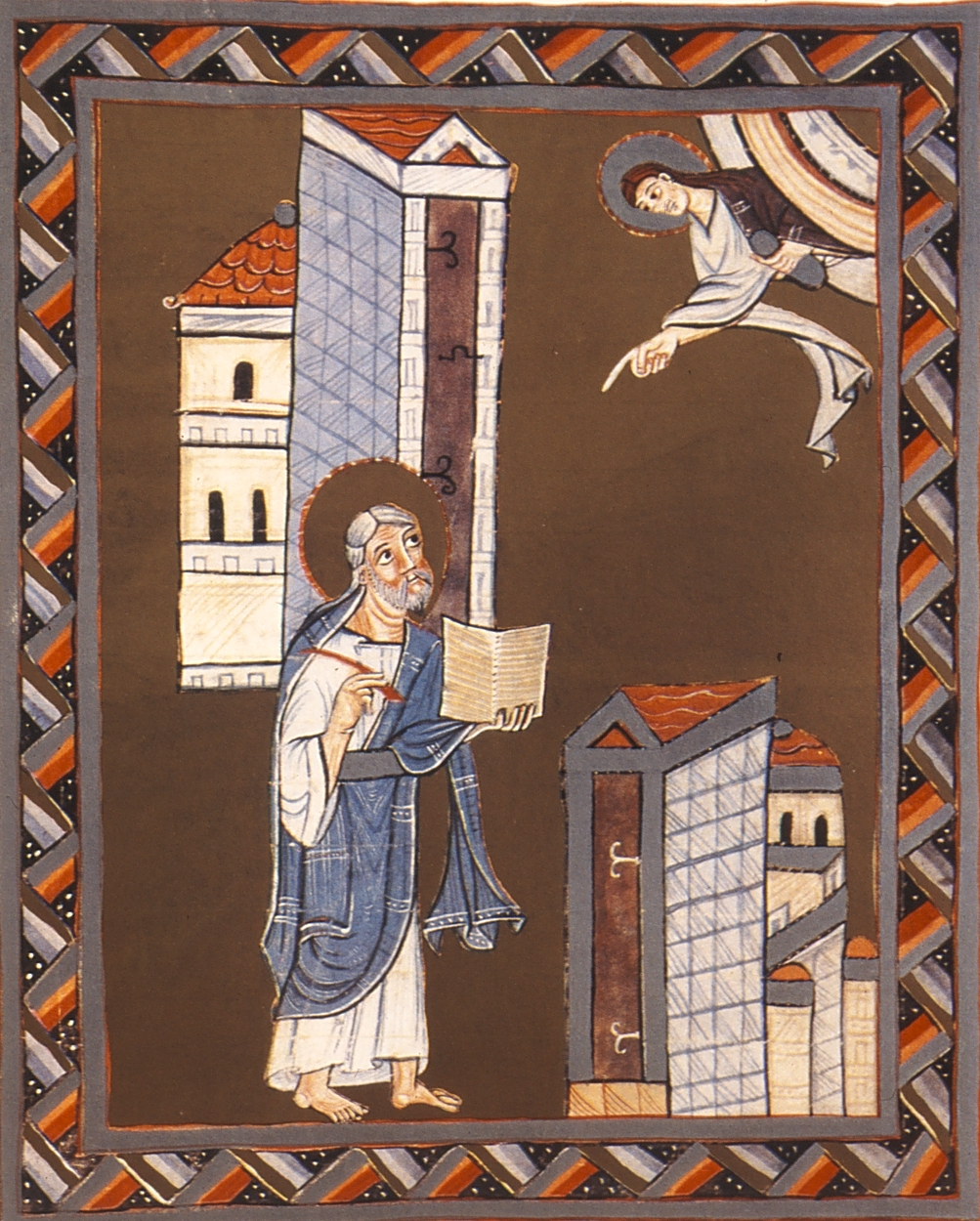
L'évangéliste Jean écrivant aux églises d'Éphèse et de Smyrne, Apocalypse de Bamberg, vers 1000 ; Bibliothèque d'État de Bamberg, Msc.Bibl.140.

Dans l'intervalle, du 8 au 22 août 449, s'est tenu un second concile à Éphèse, à l'appel de l'empereur Théodose II, pour régler le cas de l'abbé Eutychès, condamné par le patriarche de Constantinople Flavien pour avoir enseigné que le Christ n'avait eu qu'une nature après l'incarnation. La figure dominante des débats est alors de nouveau un patriarche d'Alexandrie, Dioscore, qui profite de l'appui de la foule éphésienne et des moines pour faire réhabiliter Eutychès et déposer Flavien en menaçant physiquement les évêques récalcitrants. L'accord négocié seize ans plus tôt par Jean d'Antioche et Nestorius est remis en cause et la doctrine monophysite d'Eutychès en sort renforcée. Mais les représentants du pape de Rome, Léon Ier n'ayant pas réussi à se faire entendre, ce dernier refuse de reconnaître le concile comme légitime. Deux ans plus tard, un nouveau concile œcuménique, à Chalcédoine, vient annuler les actes du second concile d'Éphèse, désormais désigné dans la tradition catholique romaine comme le latrocinium, ou Brigandage d'Éphèse.
Malgré la réputation peu flatteuse que lui donnent les événements de 449, l'Église d'Éphèse continue de peser d'un poids important à la fin de l'Antiquité tardive. Sous le règne de Justinien, de 531 à sa mort en 541, le titulaire du siège métropolitain est Hypatios, un des évêques les plus influents de l'époque et l'un des chefs du parti orthodoxe dans la lutte contre les monophysites : il préside la conférence convoquée par l'empereur à Constantinople en 531 pour régler ce conflit, puis il est le porte-parole des évêques orthodoxes au concile de Constantinople en 536, où Sévère et les monophysites sont condamnés. Justinien l'envoie dans l'intervalle, en 533, en mission diplomatique à Rome auprès du pape Jean II. C'est probablement sous son épiscopat et grâce à son influence que la construction de la grande église de Saint-Jean le Théologien (voir infra) est entamée dans les faubourgs d'Éphèse. Une longue inscription dans le narthex de l'église de la Vierge lui est attribuée : elle organise l'inhumation gratuite des pauvres.

## Empire byzantin

### Le déclin urbain auxVIIeetVIIIesiècles

#### Les invasions arabes et leurs conséquences

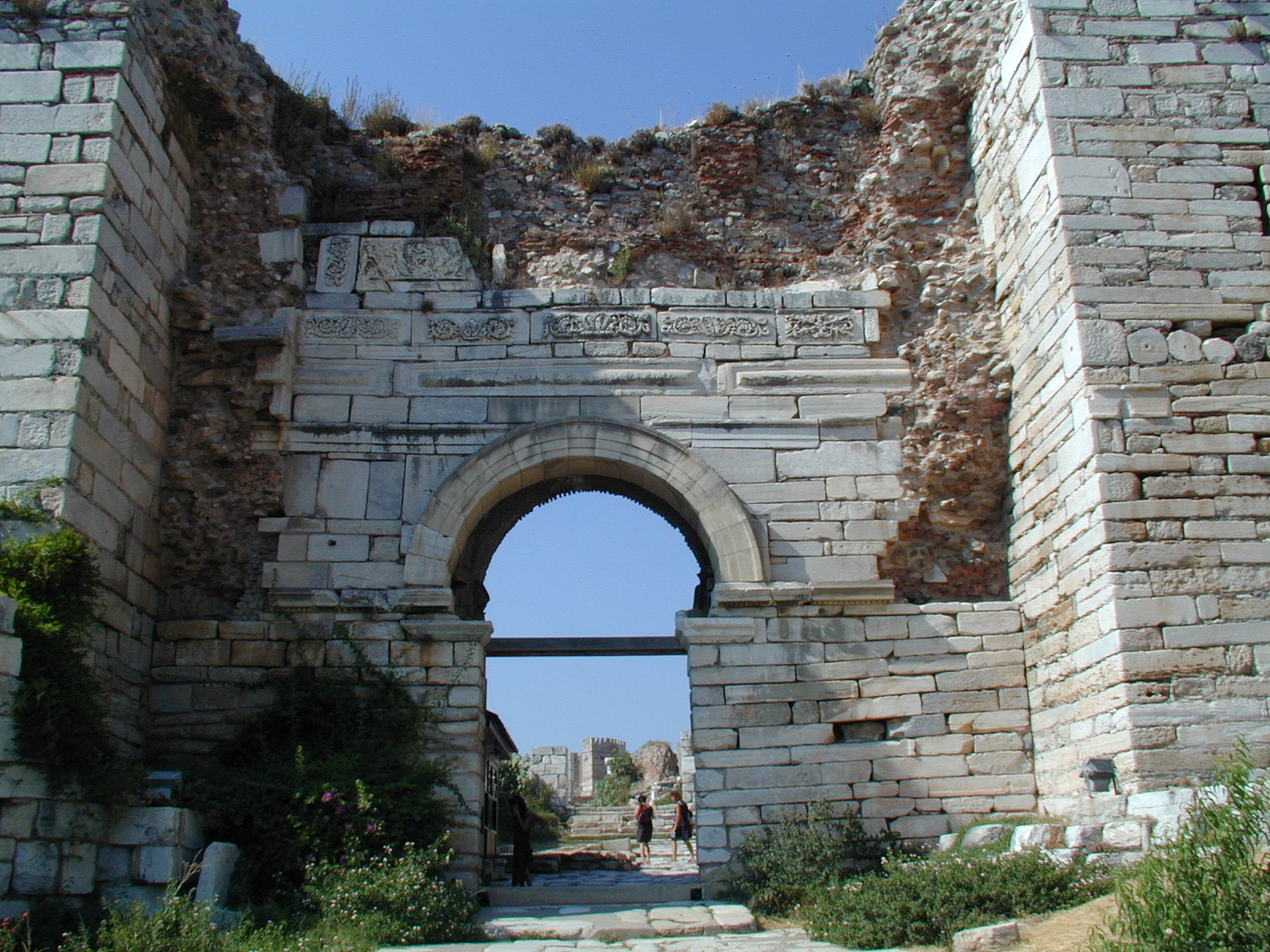
Porte dite des Persécutions à Saint-Jean d'Éphèse, porte fortifiée de la citadelle médiévale.

La prospérité de la ville antique tardive prend fin, comme pour toutes les villes d'Asie Mineure, au VIIe siècle, par les effets combinés de plusieurs facteurs. Un séisme important frappe la ville vers 614 et détruit notamment les riches maisons en terrasses sur l'Embolos. Les ruines sont rapidement abandonnées et remblayées pour laisser la place plus tard à des constructions de fonction radicalement différente — probablement des entrepôts. Il est possible que les invasions perses, qui en 616 auraient atteint Sardes et la côte Ouest de l'Asie Mineure, aient également joué un rôle dans ce déclin. Mais la catastrophe du premier quart du VIIe siècle sert davantage de révélateurs du déclin rapide de la civilisation urbaine antique tardive qu'elle n'en est la cause première : l'incapacité à reconstruire, du moins sur la même échelle, les édifices détruits à cette occasion révèle un changement de conceptions sociales et politiques en même temps qu'une rétraction de l'économie locale, probablement déjà durement touchée par la pandémie de 542.
L'insécurité chronique du VIIe siècle participe pleinement de ces phénomènes : les Arabes mènent une première tentative contre Constantinople dès 654-655 qui, si elle échoue à prendre la capitale, entraînent au retour le sac d'Éphèse, Smyrne et Halicarnasse. Le premier grand siège de Constantinople entre 674 et 678 par les flottes de Mu'âwiya s'accompagne aussi probablement de nouvelles attaques contre les villes d'Asie Mineure dont Éphèse, même si elle n'est pas expressément mentionnée dans les sources narratives. Il en va de même pour le grand assaut arabe de 716-717 à travers l'Asie Mineure sous la direction de Maslama : si Éphèse n'en a peut-être pas été victime directement, à l'inverse de Pergame et Sardes par exemple, les ravages causés par les raids répétés des Arabes n'en eurent pas moins des effets destructeurs sur l'économie urbaine. En 781, une nouvelle attaque entraîne une brève occupation, la réduction en esclavage et la déportation de 7 000 habitants de la ville. Un dernier raid arabe en 798 menace la cité, mais il n'est pas certain qu'elle ait été prise en cette occasion.
Si la menace arabe disparaît pratiquement pour l'Asie Mineure à compter du milieu du IXe siècle en raison du redressement militaire byzantin et des dissensions internes du califat, Éphèse encore à souffrir de nouvelles incursions militaires : les Pauliciens qui harcèlent l'empire dans les années 860 sous la conduite de leur chef Chrysocheir prennent en effet la ville en 868. Genesios rapporte que Chrysocheir utilisa l'église Saint-Jean comme étable pour ses chevaux.

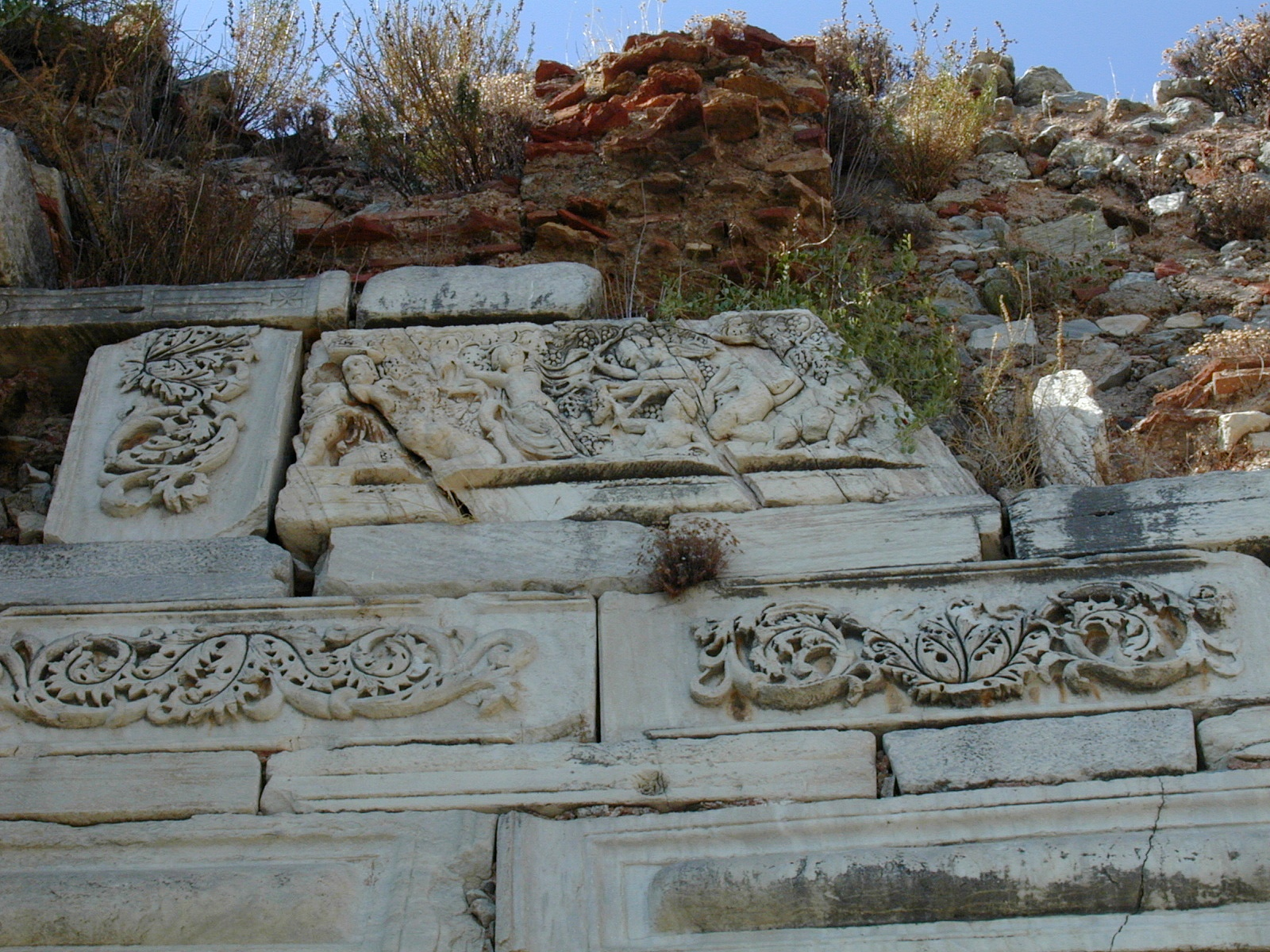
Sarcophage en remploi dans la porte des Persécutions.

La conséquence la plus visible de l'insécurité, de la dépopulation et du déclin économique est la rétraction de la ville sur une aire urbaine considérablement réduite, défendue par un nouveau rempart. Cette fortification s'étend des deux sommets du Panayirdağ jusqu'au port en prenant appui sur le théâtre et en empiétant sur les boutiques de l'Arkadianè au Sud, et en longeant le gymnase de Vedius et l'Olympiéion au Nord : l'essentiel du centre résidentiel et civique de la ville antique est ainsi laissé à l'abandon, à l'extérieur de cette enceinte, selon un processus bien attesté dans d'autres villes de cette époque, telles Athènes ou Corinthe. Significativement aussi, l'église de Marie et le « palais du proconsul » se trouvent à l'intérieur de l'aire fortifiée. La construction du rempart est mal datée : une inscription retrouvée en remploi dans une chapelle sur le Panayirdağ mentionne uniquement la construction d'un kastellin qui lui correspond probablement. La datation généralement proposée pour cette refortification est le VIIe ou le VIIIe siècle, dans la perspective d'une construction visant à protéger la ville contre les raids arabes. À l'intérieur de ce réduit fortifié, les grands monuments antiques sont abandonnés et recouverts par des habitats de construction médiocre, faits essentiellement de remplois : c'est le cas sur l'Arkadianè, abandonnée, à l'étage du bâtiment de scène du théâtre, ou encore au-dessus des ruines du gymnase du port.
L'importance prise à cette époque par l'église Saint-Jean, où est transféré le siège épiscopal après le sac de 654-655, se manifeste par la construction d'une enceinte fortifiée séparée sur la colline d'Ayasoluk, destinée à protéger la cathédrale, ainsi que le quartier résidentiel qui a pu se développer entre l'église et la porte, ainsi que plus au Nord. La colline constitue dès lors le second pôle de l'urbanisme éphésien qui, progressivement, supplante le premier distant de près de plus d'un kilomètre. Cette deuxième enceinte connaît au moins deux phases dont la chronologie reste incertaine. Elle comprend dans son premier état de nombreuses spolia provenant des édifices ruinés de la cité antique, l'Artémision et le stade notamment. La porte Sud flanquée de deux tours, d'abord carrées puis renforcées selon un plan pentagonal à une date indéterminée, est ainsi surmontée de plusieurs fragments sculptés dont des fragments de sarcophage païen portant le thème iconographique d'Achille à Skýros : c'est à un contresens des premiers voyageurs sur la signification de cette scène montrant un homme en armes courant au milieu de jeunes femmes que la porte doit son nom de Porte des Persécutions.

#### Une nouvelle administration byzantine

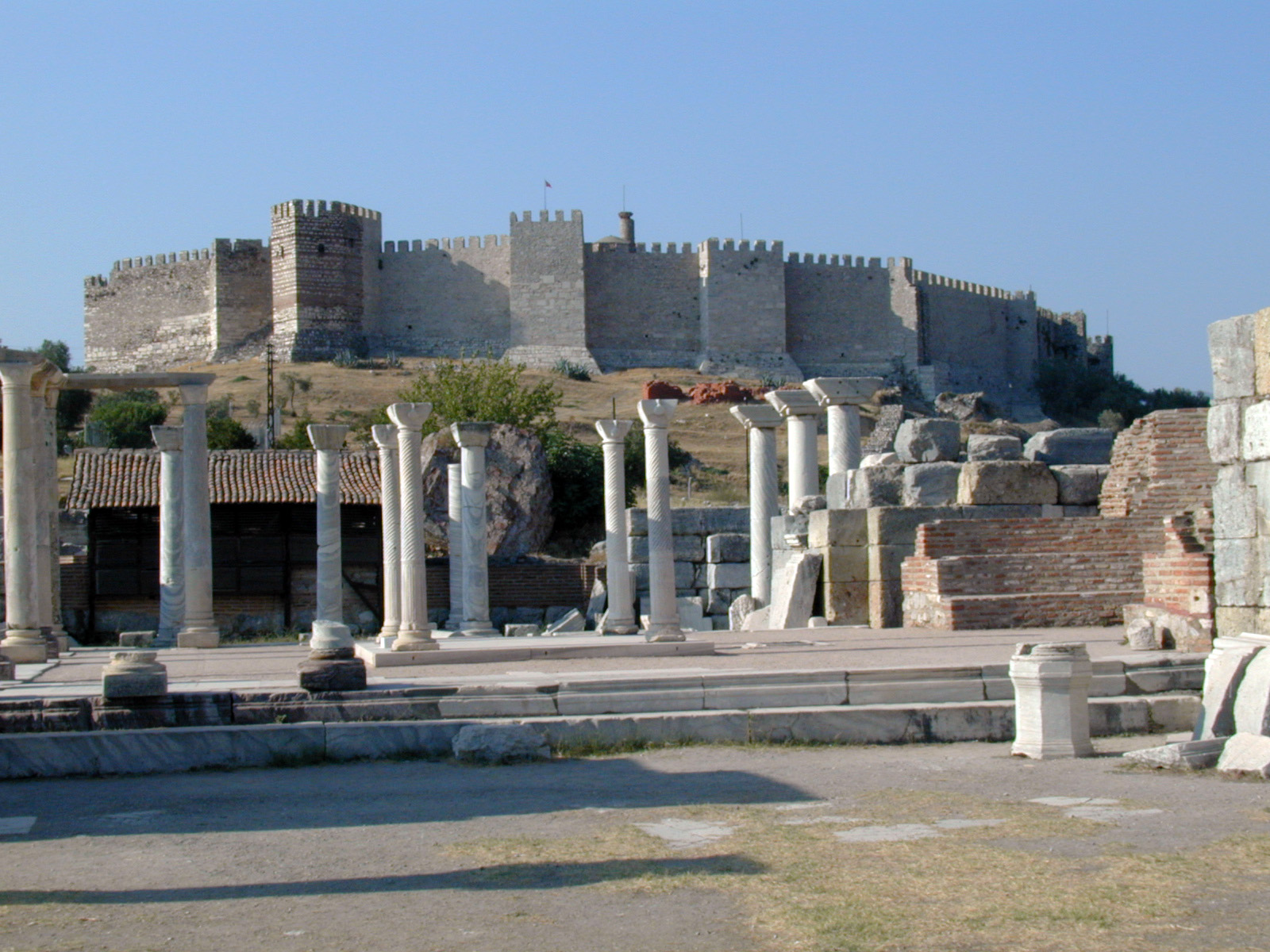
Bêma de l'église Saint-Jean au premier plan et citadelle turque à l'arrière-plan.

Dans la réorganisation administrative qui suit l'abandon des provinces égyptiennes et syriennes et le retrait de l'empire byzantin sur l'Anatolie, Éphèse conserve un rôle de premier plan. Elle appartient d'abord au thème des Anatoliques, la plus importante de ces nouvelles provinces militaires et civiles créées dans la seconde moitié du VIIe siècle pour servir de base de recrutement et de financement à l'armée ainsi répartie en plusieurs territoires. La puissance militaire de ce thème permet au stratège qui le commande en 714 de prendre le pouvoir à Constantinople sous le nom de Léon III : c'est lui qui, conscient de la menace latente que constituait cette province pour l'empereur, aurait entrepris d'en détacher la partie occidentale, correspondant à l'une des tourmai originales du thème. Cette région devient le thème des Thracésiens, ainsi nommé probablement d'après l'origine des unités militaires qui y étaient stationnées. Parmi la vingtaine de villes que contient le thème, Éphèse est la plus importante, mais pour des raisons stratégiques — la proximité des routes menant vers le théâtre d'opération principal qu'est la frontière orientale — la capitale en est plus probablement Chônai. Éphèse n'en est pas moins qualifiée de « première cité d'Asie » dans la liste des thèmes compilée par Constantin VII vers 933,. Cette appellation anachronique n'est pas la seule difficulté que pose cette source sur le statut administratif de la ville, car elle y apparaît une seconde fois en tant que tourma du thème naval de Samos, dont le stratège est basé à Smyrne, secondé par un autre tourmarque à Adramyttion : soit les cités côtières de la région sont alors détachées du thème des Thracésiens pour être agrégées à ce thème maritime en raison de leur importance comme bases navales, soit, et c'est l'interprétation généralement retenue, l'autorité du stratège de Samos est limitée aux marins et navires basés dans ces ports, tandis que les villes, leur territoire et même les troupes terrestres (surtout des cavaliers, selon le témoignage de Constantin VII) qui y sont placées en garnison relèvent du stratège des Thracésiens. Cette double juridiction cesse avec la dissolution de la flotte thématique de Samos au XIe siècle, tandis que le thème des Thracésiens est toujours attesté en relation avec Éphèse en 1143 et vers 1200
En tant que ville et port le plus important du thème des Thracésiens, Éphèse est le siège de plusieurs administrations provinciales. Mais dans les sources, dès le VIIIe siècle, c'est sous le nom Hagios Théologos (Ἅγιος Θεολόγος), Théologo, transformé plus tard à l'époque ottomane par une mauvaise prononciation en Ayasoluk, que la ville médiévale et son administration apparaissent : on le trouve sur un sceau de paraphylax (le commandant de la forteresse construite pour protéger la cathédrale), sur un autre d'archonte daté du VIIIe ou IXe siècle, sur celui encore d'un drongaire naval du IXe siècle. Le nom antique d'Éphèse survit mais semble réservé à l'usage de l'administration centrale et ecclésiastique, où il reste utilisé probablement par affectation archaïsante.
Éphèse est le bureau de douanes principal pour l'Asie et d'autres anciennes provinces, la Carie, la Lycie et certaines îles Égéennes : un commerciaire y est basé. L'administration fiscale y est représentée par un dioikétès du génikon, et un oikonomos chargé de la supervision des affaires financières de l'église. Vraisemblablement quartier général d'une tourma des Thracésiens, Éphèse accueille également un détachement de l'administration thématique, militaire (le tourmarque) et civile (un notaire), dont certains personnages sont attestés par des sceaux.

#### Le rôle de l'Église et du pèlerinage de Saint-Jean

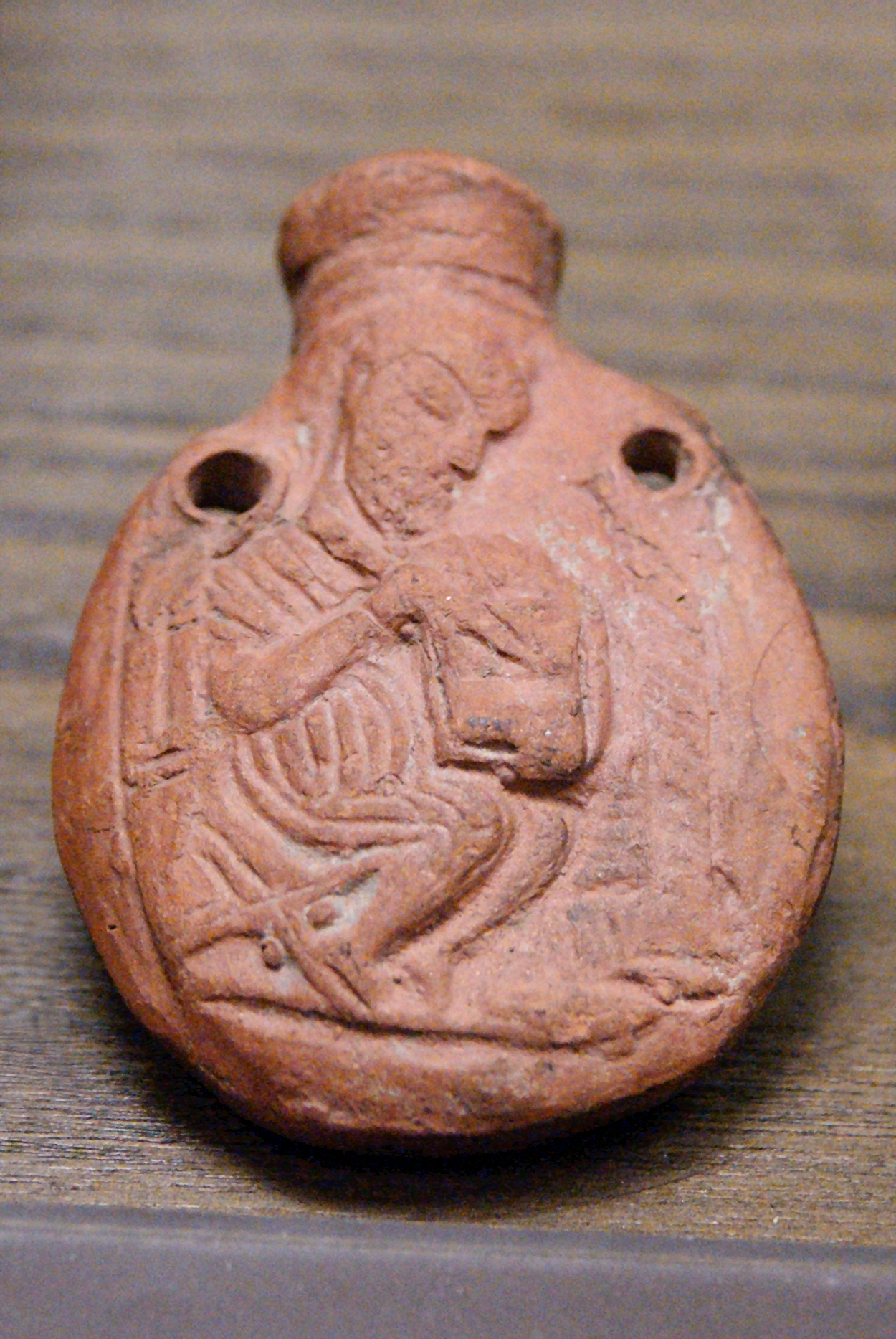
Ampoule à eulogie représentant un évangéliste, probablement Jean, Éphèse, VIe siècle.

L'un des stratèges les plus célèbres du thème est Michel Lachanodrakôn, qui reste de nombreuses années à sa tête. Nommé par Constantin V en 766, pendant la crise iconoclaste, il se signale par le zèle avec lequel il conduit la répression contre les moines iconophiles d'Asie, qui constituent le fer de lance de l'opposition à la politique religieuse impériale. En 770, il rassemble tous les moines et moniales du thème des Thracésiens au Tzykanisterion d'Éphèse, les faits vêtir de blanc et contraint les moines à prendre femme sous peine de mort : beaucoup refusent et deviennent martyrs de la cause iconophile. Il poursuit la persécution des moines en vendant les monastères de la région avec toutes leurs possessions, y compris la vaisselle liturgique et les livres sacrés, et en interdisant à quiconque de recevoir la tonsure. Selon Théophane le Confesseur, une source très favorable aux iconophiles, il n'y avait plus de moines dans toute la province en raison de son action. Lachanodrakôn reste stratège des Thracésiens au moins jusqu'en 782 lorsqu'il remporte dans ce thème, à Darénos, une écrasante victoire contre l'armée arabe d'Haroun ar-Rachid.
Bien que la persécution menée par Lachanodrakôn ne laisse pas de doute sur l'existence d'importantes communautés monastiques à Éphèse même, un seul monastère est attesté dans la littérature pour cette époque, celui où se retire comme moine l'empereur Théodose III après son abdication : il y est enterré dans l'église Saint-Philippe. Le synaxaire de Constantinople enregistre l'existence de deux martyrs iconophiles, sous le règne de Léon l'Isaurien, Hypatius, évêque d'un siège suffragant d'Éphèse inconnu, et Andréas, prêtre. Mais la politique iconoclaste trouve aussi des soutiens dans l'église éphésienne : l'évêque Théodose, fils de l'empereur Tibère III (698-705), est au temps de Constantin V l'un des chefs du parti iconoclaste. Il préside à ce titre, aux côtés des évêques Sisinnios Pastillas de Pergé et de Basile de Pisidie, le premier concile iconoclaste de Hiéreia en 754.
L'église d'Éphèse maintient donc son influence durant cette période, en relation probablement avec le pèlerinage qui se poursuit vers Saint-Jean le Théologien et la tombe de l'apôtre, les tombes de Marie et de Marie-Madeleine, ainsi que le cimetière des Sept Dormants, et garantit un afflux de voyageurs dans la ville : en témoigne le récit du pèlerin anglo-saxon Willibald qui fait halte à Éphèse dans ce but lors de son voyage en Terre Sainte, en 721. Il stimule probablement aussi l'économie locale : le jour de la fête du saint se tient une grande foire annuelle, le panegyris. Le chroniqueur Théophane rapporte que lors d'un passage à Éphèse, en 794-795, l'empereur Constantin VI consent en faveur de l'église Saint-Jean une remise du kommerkion, qui désigne ici la taxe frappant la foire, pour une valeur de 100 livres (soit 7 200 nomismata) : cette somme importante montre le retour d'une activité commerciale significative à la fin du VIIIe siècle. Cette indication doit cependant être relativisée par la quasi absence de monnaies de fouilles datées de cette époque, témoignage d'un net recul de l'économie monétaire qui persiste jusqu'à la fin du IXe siècle.

### La reprise des troubles à la fin duXIesiècle
La période de prospérité et de sécurité dont jouit Éphèse depuis le IXe siècle prend fin peu après la défaite des Byzantins contre les Turcs Seldjoukides à Mantzikert et leur rapide progression en Anatolie les années suivantes, facilitée par la guerre civile byzantine. Dès 1080 un sultanat turc est établi à Nicée tandis que des États indépendants éphémères se créent dans les provinces byzantines de l'Ouest : l'émirat maritime de Tzachas qui contrôle un territoire équivalent en partie au thème de Samos depuis 1081, et celui créé, selon Anne Comnène par un certain Tangripermes ou Tengribirmish autour d'Éphèse vers 1090. Il faut attendre 1096-1097 pour que la contre-offensive byzantine en Asie Mineure, aidée par le passage des Croisés, y rétablisse l'autorité impériale : après avoir repris Smyrne, Jean Doukas défait Tengribirmish devant Éphèse, qu'il laisse sous le commandement d'un duc, Petzeas.
La menace turque ne disparaît néanmoins pas, en raison de la création d'un État turc durable sur les hauts plateaux centraux d'Anatolie, le sultanat d'Iconium. Les Croisés de la deuxième croisade en font eux-mêmes l'expérience en 1147, lorsqu'ils doivent prendre la route de la côte, par Pergame, Smyrne et Éphèse, parce que l'intérieur est aux mains des Turcs. Les croisés allemands arrivent les premiers à Éphèse, où ils sont rejoints par les Français sous le commandement de Louis VII. Pendant leur séjour dans la ville, l'un des chefs de l'expédition, le comte Guy II de Ponthieu est tué et inhumé dans une église, qui pourrait être Saint-Jean. Peu avant Noël, les Français font une sortie dans la vallée du Caystre dans l'arrière-pays d'Éphèse où ils combattent avec succès un parti turc, avant de continuer leur progression dans la vallée du Méandre.
Après le désastre de Myrioképhalon où Manuel Comnène est défait par les Turcs en 1176, l'Anatolie centrale et orientale est définitivement perdue, ce qui accroît l'insécurité dans les provinces côtières : devant l'incapacité de l'autorité impériale à les défendre, plusieurs régions font plus ou moins ouvertement sécession à la fin du XIIe siècle, profitant de surcroît de la confusion entraînée par la prise de Constantinople en 1204 et la conquête latine de l'empire byzantin. Éphèse ne paraît pas avoir appartenu à un de ces États lorsqu'en 1206 elle reconnaît l'autorité de Théodore Lascaris, le fondateur de l'empire de Nicée.
Les difficultés économiques et financières de l'Empire contraignent Alexis Comnène à accorder de larges privilèges commerciaux à la république de Venise en échange de son soutien militaire naval : le chrysobulle de 1082 accorde aux Vénitiens une exemption totale du kommerkion dans une série de ports, parmi lesquels figure Éphèse. Ces privilèges sont confirmés en 1148, et bientôt étendus à d'autres cités italiennes : en 1261, Michel Paléologue accorde aux Génois un traité favorable dans sa quête de soutiens pour la reconquête de Constantinople. Il leur permet d'établir des colonies commerciales dans les principaux ports de l'Empire, dont Éphèse : deux pierres tombales de ressortissants génois datées de 1284 et 1293 ont ainsi été retrouvées dans l'église Saint-Jean.

### La fin de la domination byzantine
La reconquête de Constantinople en 1261 entraîne un changement de priorité militaire, la défense de la capitale l'emportant désormais sur celle des territoires asiatiques de l'Empire de Nicée. La conséquence en est une dégradation rapide de la situation militaire dans les provinces d'Asie Mineure : la Carie est perdue dès les années 1260, malgré une expédition de Jean Paléologue en 1269, et depuis la vallée du Méandre, les Turcs menacent l'arrière-pays d'Éphèse, Milet et la vallée du Caystre. À moins d'une journée de marche des Turcs, Éphèse est dès lors pratiquement sur la frontière de l'Empire. L'un des généraux envoyé combattre les Turcs, Alexis Philanthropénos, fait duc du thème des Thracésiens en 1293, mène une campagne victorieuse dans la vallée du Méandre en 1295, avant de se rebeller contre l'empereur Andronic II et de tenter d'établir dans la région son propre État indépendant : Éphèse en fait partie, puisque c'est dans la forteresse qu'il emprisonne Théodore, le propre frère d'Andronic envoyé mettre fin à sa rébellion. Philanthropénos est arrêté et aveuglé peu après, le 25 décembre 1295.
Andronic II confie ensuite la lutte contre les Turcs aux mercenaires de la Compagnie catalane, qui parviennent dans la région d'Éphèse au printemps 1304 : Roger de Flor et ses troupes séjournent ainsi quelque temps à Éphèse et sont victorieux contre les Turcs locaux. Ces succès ont malgré tout un prix, car les mercenaires catalans n'hésitent pas à se payer sur les régions libérées. Éphèse compte avec Philadelphie et Pyrgion parmi les villes victimes de leurs exactions. Significativement, il n'y a jamais mention de troupes byzantines dans les récits de ces opérations : la menace turque réapparaît donc aussitôt que la Grande compagnie quitte la région, rappelée à Constantinople à la fin de l'été 1304.
Le 24 octobre 1304, Sasa Bey, un lieutenant du clan de Menteşe, des Turcs Oghouzes qui s'étaient établis en Carie et dans la vallée du Méandre, s'empare d'Éphèse, après avoir progressivement pris le contrôle de la vallée du Caystre depuis le printemps, malgré l'intermède catalan. L'église Saint-Jean est pillée, une partie de la population de la ville est déportée dans la ville fortifiée de Thyraea et le reste massacré. Éphèse échappe définitivement à l'Empire byzantin, malgré une tentative pour la reconquérir quelques années plus tard.
Sasa Bey entre rapidement en conflit avec son ancien allié, l'émir d'Aydın, et s'allie même avec les chrétiens, mais il est rapidement défait. Son domaine, autour des vallées du Méandre et du Caystre, passe alors aux mains de l'émirat d'Aydın.

### Émirat d'Aydın

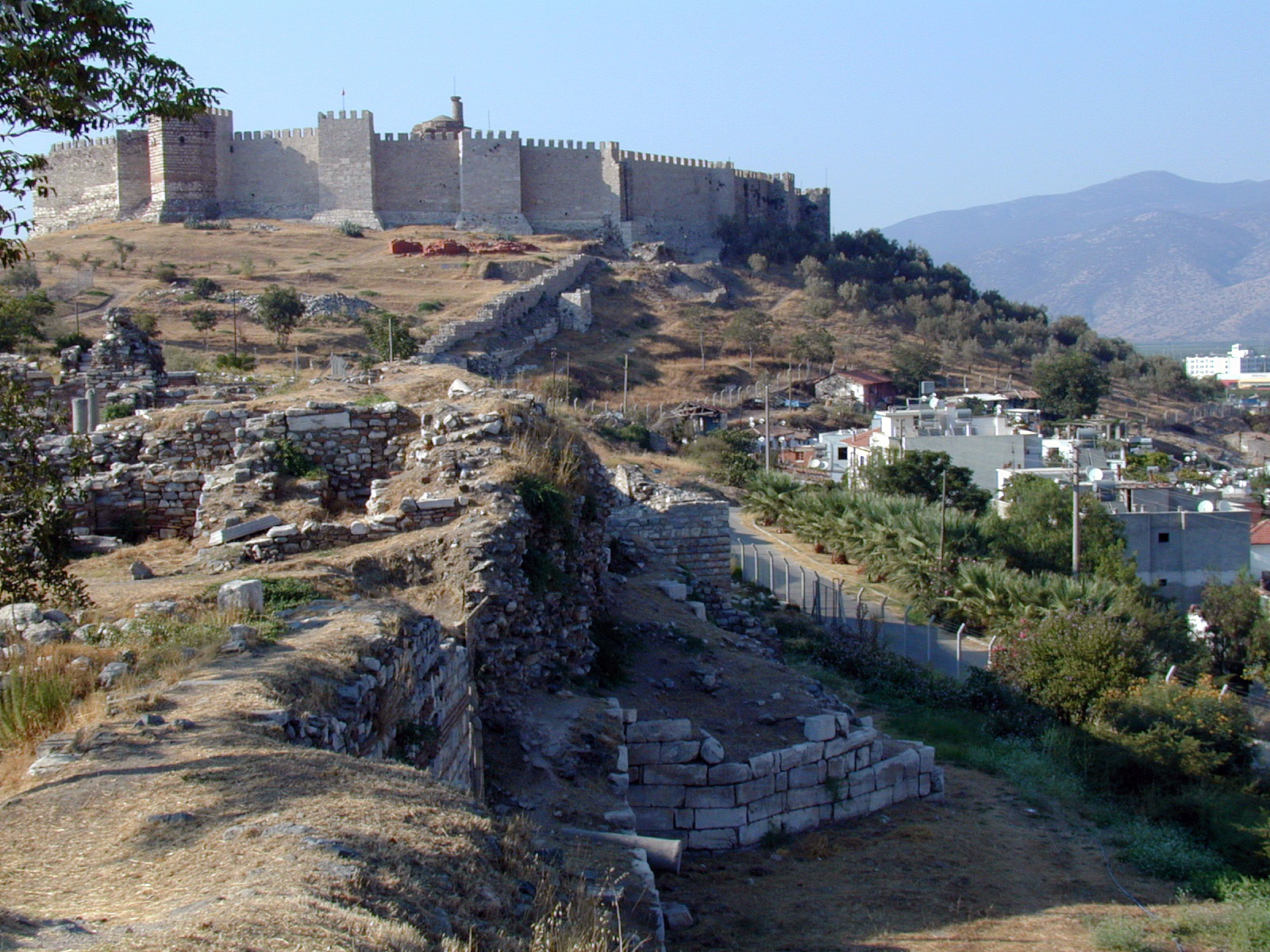
Tour pentagonale du rempart byzantin au premier plan et citadelle turque à l'arrière-plan.

Après plusieurs décennies sous la menace turque directe, la ville d'Éphèse est probablement dans un état de déclin avancé lorsqu'elle passe finalement sous le contrôle de la maison d'Aydın, comme possession de Mehmet, fils du fondateur de la dynastie, entre 1308 et 1325 environ. Une indication de ces difficultés économiques est le troc en 1307, rapporté par le mercenaire catalan Ramon Muntaner, de trois précieuses reliques de la ville contre du grain : un fragment de la Vraie Croix, une chemise tissée par la Vierge et une copie manuscrite de l'Apocalypse de Jean. Saint Sabas le Jeune confirme dans le récit de son pèlerinage du mont Athos à Jérusalem vers 1310 l'état de désolation de la cité.

### Le retour de la prospérité
C'est toutefois d'Éphèse que part une force navale de 29 vaisseaux et 2 600 hommes le 23 juillet 1319 pour attaquer Chios, signe que la ville garde des capacités portuaires et constitue une base militaire importante de Mehmet. La flotte en question est détruite par les Chevaliers de Rhodes, mais Éphèse devient pour un temps une base de piraterie turque contre l'Égée : la bannière d'Ayasoluk — une roue noire sur un champ rouge — est alors un signe de terreur pour les États chrétiens voisins.
L'émir Mehmet partage progressivement la principauté entre ses fils, et c'est à l'aîné, Hızır, que revient Éphèse en 1325 : il la gouverne jusqu'à sa mort en 1360 environ, d'abord sous la suzeraineté de son père, puis sous celle de son frère cadet Umur Bey, qui hérite du pouvoir suprême à la mort de Mehmet en 1334. En 1348, la mort d'Umur laisse Hızır seul maître de l'émirat, qu'il gouverne depuis Ayasoluk, au lieu de la capitale précédente Birgi.
Pendant cette période, la ville retrouve une grande prospérité grâce au trafic commercial portuaire, qui bénéficie des difficultés du port voisin de Smyrne, dont le contrôle est encore disputé par les chrétiens et les Turcs. Plusieurs voyageurs témoignent de ce redressement : Ibn Battûta visite la ville en 1333 et laisse une description admirative de sa grande mosquée, qui n'est autre que l'église Saint-Jean convertie au culte musulman. Il indique avoir payé 40 dinars d'or une jeune esclave grecque au marché de la ville. Le bon état de conservation et l'aspect toujours impressionnant de Saint-Jean sont également confirmés par les voyageurs occidentaux Wilhelm von Boldensele, en 1335, et Ludolf von Suchem, en 1336 ou 1341. Le premier indique que les chrétiens ont été tués ou expulsés et leurs églises détruites à l'exception de Saint-Jean, transformée en mosquée, tandis que le second précise que l'émir fait payer les pèlerins pour accéder à la tombe de l'apôtre. Une partie de l'église est à cette époque convertie en marché couvert. Par ailleurs, la vieille ville est totalement abandonnée.
L'existence d'une minorité chrétienne dans la ville et ses environs est attestée par les écrits épistolaires de Matthieu : titulaire de l'archevêché d'Éphèse de 1329 à 1351, ce n'est qu'en 1339 qu'il rejoint sa métropole, après un détour par Smyrne pour convaincre, avec de grandes difficultés, Umur de lui donner l'autorisation de le faire. Dans ses lettres, Matthieu confirme que l'église Saint-Jean a été convertie en mosquée et en marché. Il demande en vain à Hızir sa restitution ainsi que celle de la résidence épiscopale et des propriétés foncières de l'Église, et se voit seulement concéder une petite maison non loin de la mosquée. Pour tout le diocèse d'Asie, il ne dispose que de six prêtres, et la communauté chrétienne se réduit à des esclaves ainsi qu'à des prêtres ou à des moines de la région.

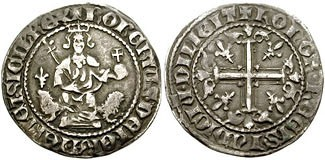
Gigliato de Robert d'Anjou (1310) du type imité par l'atelier monétaire d'Ayasoluk/Aydın.

L'importance commerciale d'Altoluogo, le nom sous lequel les marchands italiens connaissent Éphèse à cette époque, apparaît dans le manuel du banquier florentin Francesco Balducci Pegolotti, La Pratica della Mercatura, rédigé vers 1330. Les principaux produits vendus par les Italiens y sont les teintures florentines pour la laine, l'azur, le vermillon, les émeraudes et les pistaches. Ils y achètent en retour de l'alun, dit d'Altoluogo, mais qui provient en réalité de Kütahya dans l'émirat de Germiyan, des céréales, du riz, de la cire et du chanvre. Les importations ne sont pas taxées, à l'exception du savon et du vin, mais les exportations sont frappées d'un droit de douane de 4 %, abaissé à 2 % pour la cire. Le port dans lequel se font ces échanges n'est pas à Ayasoluk même, une forteresse à l'intérieur des terres, ni dans celui ensablé et abandonné de la cité antique, mais sur le site de l'ancienne Panormos[Où ?], à près de 6 km à l'Ouest de la ville. C'est à cet endroit que les marchands italiens avaient établi une petite ville, dont la position près de l'embouchure du Caystre, permettait de bénéficier du trafic fluvial pour le transport de certaines marchandises. La localisation de ce port, dont il reste quelques vestiges, en particulier de la tour faisant office de phare sur la colline le surplombant, est connue grâce aux mentions des portulans, les manuels de navigation italiens en usage entre le XIIIe et le XVe siècle, sur lesquels Éphèse apparaît constamment.
Pour faciliter le commerce avec les Italiens, les émirs frappent monnaie en imitant les types monétaires latins : les monnaies d'argent, les premières frappées à Éphèse depuis l'Antiquité, sont des imitations des gigliati de Robert d'Anjou (1309-1342). Elles portent au droit un roi trônant et au revers une croix, avec une légende mentionnant Théologos comme lieu de frappe. Une monnaie d'or est également produite en petite quantité, portant au droit une image de saint Jean avec la légende S. IOHANNES, et au revers un lys et la mention THEOLOGOS.

### La lutte avec les Latins
Le brigandage maritime des deux frères, Umur depuis Smyrne et Hızır depuis Ayasoluk, sur les rives de l'Égée, entraîne une réaction militaire occidentale qui prend la forme d'une première croisade en 1332. Conduite par les Vénitiens, elle remporte une victoire navale décisive en 1334 qui permet à Venise d'imposer à Aydın un traité très favorable à ses intérêts commerciaux : elle obtient la liberté de commerce, un consul, une église et des terres pour ses marchands.
Ce revers ne ralentit pas les activités navales d'Umur qui est de plus sollicité par l'empereur Jean VI Cantacuzène pour intervenir à ses côtés dans la guerre civile byzantine en 1342. Sa flotte hiverne à Ayasoluk en 1343-1344 après une expédition en Thrace et dans l'Égée. Les colonies vénitiennes ayant particulièrement souffert de ces raids, la République s'allie en 1343 aux autres puissances latines tandis que le pape Clément VI proclame une croisade contre les Turcs. Les forces latines prennent la forteresse du port de Smyrne cette même année. Umur se replie à Ayasoluk/Altoluogo où il reçoit les émissaires latins en 1344, sans résultat. La guerre se poursuit et Umur y trouve la mort en 1348 dans une tentative avortée de reprendre la citadelle de Smyrne.
Hızır est contraint à la négociation d'un traité avec des termes très défavorables : il doit livrer la moitié des revenus de la douane d'Éphèse et des autres ports, renoncer à la piraterie, accorder aux archevêques d'Éphèse et de Smyrne des églises, des terres et des revenus, permettre aux puissances latines de nommer des consuls sur ses territoires avec juridiction et droit de protection sur leurs compatriotes, donner libre accès aux navires chrétiens dans ses ports.
L'application d'un tel traité aurait assuré aux Latins une domination commerciale et économique à Éphèse et dans les autres villes de l'émirat, mais la discorde entre les vainqueurs fait qu'il reste lettre morte. Hızır peut reconstituer les flottes de l'émirat et dès 1350 les actes de piraterie reprennent. Les clauses du traité montrent que le commerce avec l'émirat et en particulier le port d'Éphèse est important pour les Latins et pour Venise en particulier.
Hızır profite de la guerre de 1351-1352 entre Gênes et Venise en jouant des premiers contre les seconds. Il favorise les marchands et navires génois pour contrer l'influence vénitienne : Gênes établit un consulat à Altoluogo/Ayasoluk ces années-là et le conserve au moins jusqu'en 1394. Venise finit par faire de même en 1358 en raison de l'importance des relations commerciales du port avec la Crète.

### L'apogée sous Isa Bey

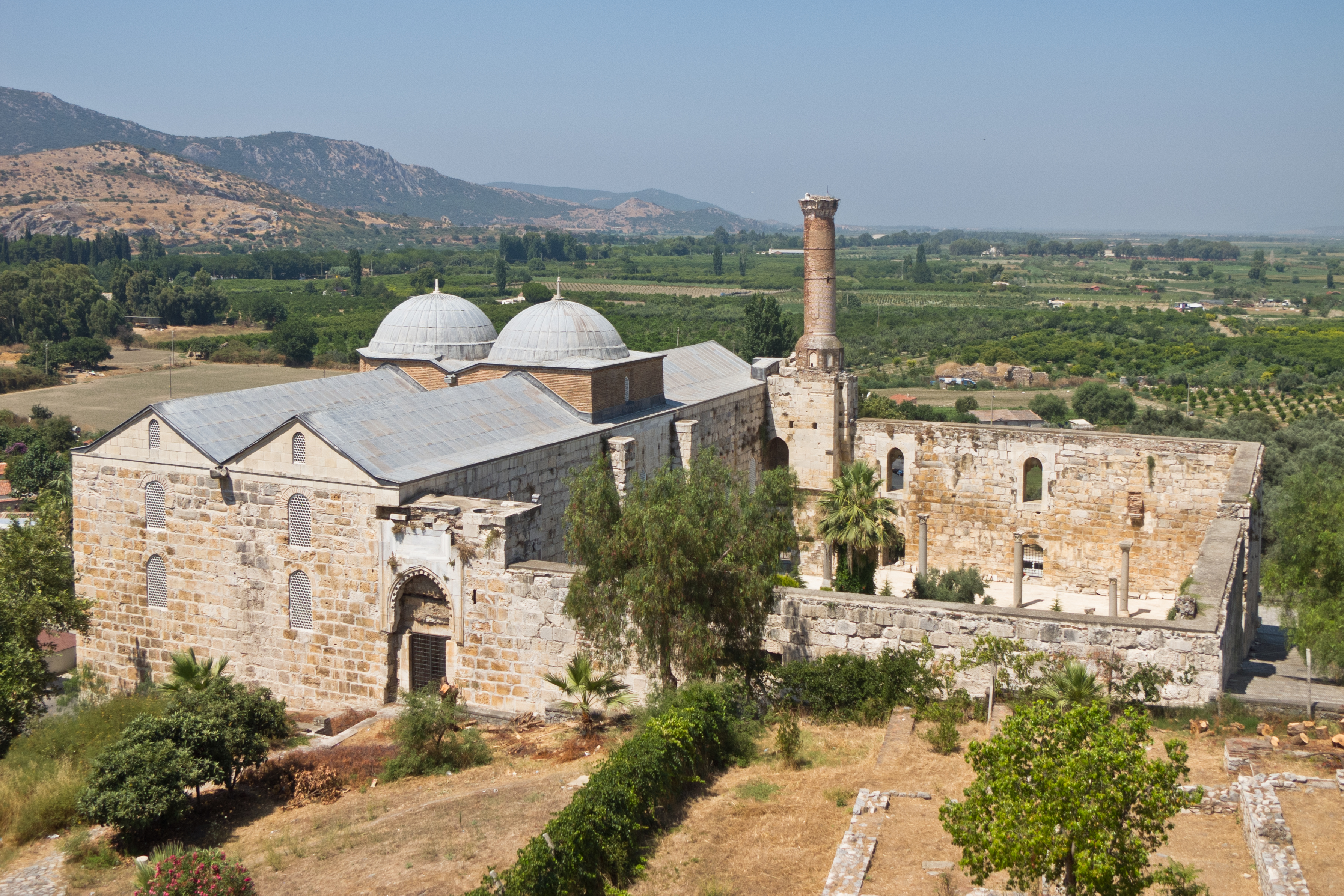
Mosquée d'Isa Bey à Ayasoluk (1375).

À la mort d'Hızır en 1360, lui succède son frère Isa Bey, qui règne sur l'émirat pendant trente ans jusqu'à l'avènement de la puissance ottomane. Pendant cette période, Ayasoluk continue d'être un port commercial important pour Venise et Gênes, notamment pour l'importation de grain et d'alun.
Un trésor de 2 000 monnaies d'argent, surtout de Naples et de Rhodes, ainsi que de quelques imitations turques, daté vers 1370 et retrouvé près des ruines du temple d'Artémis, montre la richesse de certains habitants — probablement un marchand local en l'occurrence — d'Ayasoluk.
La construction d'une grande mosquée à l'Ouest de la colline d'Ayasoluk, le premier monument public majeur (hors les remparts) à être construit à Éphèse depuis l'Antiquité tardive, est un autre signe de cette prospérité. Édifiée sur les plans d'un architecte de Damas, la mosquée est inaugurée le 30 janvier 1375. Sa taille impressionnante (57 × 51 m) la fait confondre avec l'église Saint-Jean par certains voyageurs. Isa Bey et sa femme, Azize Hatun, multiplient les fondations charitables et les édifices dans la ville et ses alentours.
L'église Saint-Jean et la nécropole des Sept Dormants continuent d'attirer des pèlerins comme l'attestent des graffiti latins en ces lieux, datés respectivement de 1347 et 1381, et de 1351 et 1362. Mais l'Église orthodoxe est elle-même en profond déclin dans le territoire de l'émirat, à tel titre que le synode constantinopolitain de janvier 1368 rattache l'évêché de Birgi à celui d'Éphèse, en raison des difficultés financières qu'ils éprouvent et pour tenter de renforcer l'archevêché. Une autre mesure similaire est édictée en 1387, avec le rattachement à Éphèse de toutes les églises qui lui avaient été auparavant subordonnées et qui avaient pu en être détachées.
En 1390, le sultan Bayezid Ier entreprend d'étendre sa domination sur les émirats indépendants d'Asie Mineure et reçoit la soumission d'Isa Bey à Ayasoluk. Ce dernier garde la possession de quelques territoires mais la forteresse d'Ayasoluk est désormais sous contrôle ottoman.

## Empire ottoman
Le premier gouverneur d'Aydın et donc d'Éphèse est le fils aîné de Bayezid, Süleyman nommé en 1390, mais qui laisse sa place dès 1392 à son frère Ertuğrul, pour aller gouverner Sivas. Ertuğrul, dont le passage n'a laissé que peu de traces dans la documentation, à part la réception du tribut génois payé par Chios en 1398, meurt vers 1400. Süleyman retrouve alors le contrôle d'Aydın. Probablement inquiet par la perspective d'une lutte de succession avec ses nombreux frères qui suivrait la mort de Bayezid, il négocie par avance l'aide des Vénitiens en échange d'une exemption des taxes douanières sur leurs exportations depuis Éphèse, sauf pour le grain, le bois et les chevaux. Vénitiens comme Génois avaient pris auparavant, dès la prise de contrôle de la région par les Ottomans, les mesures nécessaires pour garantir leurs intérêts commerciaux.

### Tamerlan et l'éclipse du pouvoir ottoman en Anatolie
La conquête mongole vient toutefois bouleverser la situation et stoppe la progression ottomane en Anatolie pour plusieurs décennies. Certains émirs turcs dépossédés par Bayezid n'hésitent pas en effet à s'allier à Tamerlan, qui vient de remporter en 1401 des succès retentissants à Alep et Bagdad, et le poussent à intervenir en Anatolie.
L'armée mongole écrase celle des Ottomans à la bataille d'Ankara le 28 juillet 1402, et Bayezid est fait prisonnier. Tamerlan mène ensuite son armée jusqu'à la côte asiatique, par la vallée du Méandre. À la fin de l'automne 1402, il prend Éphèse alors qu'une partie de la population turque a préféré fuir devant son avance et se réfugier auprès des Vénitiens à Samos. Après avoir pris Smyrne en décembre de la même année, et en avoir massacré la population chrétienne, Tamerlan hiverne à Éphèse, où il a fixé le point de ralliement pour ses généraux. Il en repart définitivement au printemps, non sans avoir rétabli les émirs turcs dans leurs anciennes principautés.

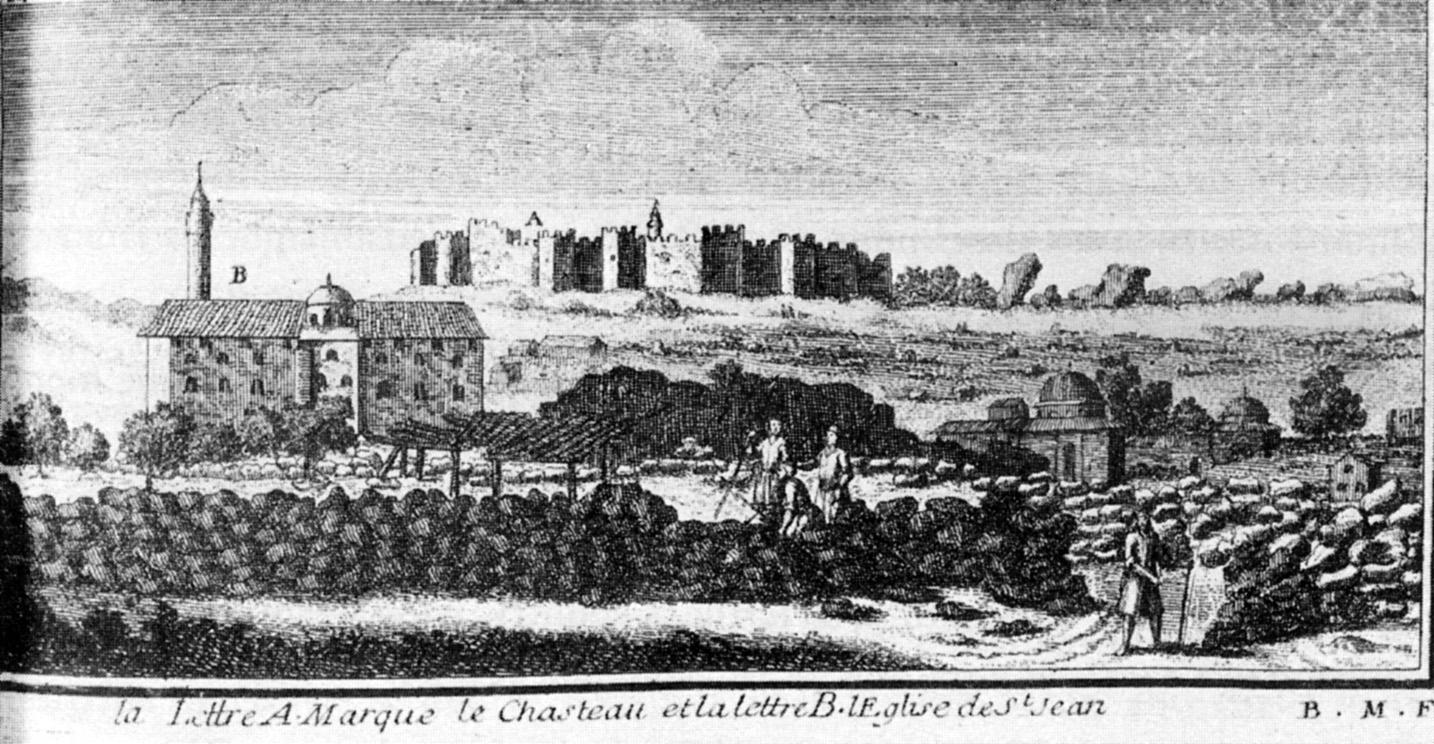
Gravure de Le Bruyn montrant le village d'Ayasoluk, avec la mosquée d'İsa Bey et la citadelle en 1732.

C'est Mûsa, le fils d'İsa Bey mort entre-temps, qui hérite d'Éphèse, mais il meurt à son tour rapidement, et en 1403, son frère Umur II lui succède. La confusion qui règne depuis les campagnes de Tamerlan, avec la guerre civile entre les fils de Bayezid, profite à un aventurier, Cüneyd, un neveu İsa, qui réunit une armée autour de Smyrne, où son frère Hasan avait été gouverneur, et s'empare d'Éphèse la même année. Il convainc Süleyman Bey de le soutenir et nomme Hasan gouverneur d'Éphèse. Mais Umur ne renonce pas et assiège la ville au printemps 1404 avec l'aide d'une armée fournie par son oncle Elyas Bey de Menteşe.
La ville est incendiée et brûle pendant deux jours : il est possible que l'église Saint-Jean ait été détruite à cette occasion car elle n'apparaît plus dans les sources et son emplacement n'est pas connu des visiteurs postérieurs. Hasan résiste toutefois dans la citadelle jusqu'à l'automne, avant de se rendre et d'être emmené en captivité à Marmaris. Umur regagne ainsi le contrôle de sa capitale, en ruines, mais il est menacé l'hiver suivant, lorsque Cüneyd l'assiège à son tour dans la citadelle et pille les environs. Le conflit est finalement réglé par la négociation, lorsque Cüneyd accepte d'épouser la fille d'Umur et de partager le pouvoir avec lui. Il ne tarde pas à le faire assassiner pour conserver seul la principauté.
Alors que les fils de Bayezid continuent par ailleurs de se disputer le pouvoir, Cüneyd abandonne son ancien protecteur Süleyman pour son frère Mehmed Çelebi. Süleyman réplique en septembre 1407 en lançant une campagne contre Éphèse, où Cüneyd reçoit le soutien des émirs de Germiyan et de Karaman. Cüneyd préfère néanmoins se soumettre à Süleyman qui reprend ainsi le contrôle d'Éphèse et y réside plusieurs mois. Cüneyd exilé à Ohrid, Süleyman nomme un serbe comme gouverneur de la ville. La disparition de Süleyman en 1411 fournit à Cüneyd l'occasion de revenir à Éphèse, qu'il recapture. Il parvient ensuite à la conserver au prix de sa soumission à Mehmet Çelebi : un monnayage d'argent frappé aux effigies des deux souverains témoigne de leur accord. L'arrangement est de courte durée car, alors que l'émirat menace le commerce égéen par ses actes de piraterie, Mehmet Çelebi décide d'en finir avec lui et l'attaque une nouvelle fois en 1414. Vaincu de nouveau, Cüneyd reprend le chemin de l'exil, pour un commandement sur la frontière danubienne à Nicopolis, tandis qu'Éphèse reçoit un gouverneur chrétien, Michel fils du tsar bulgare Ivan Shishman. Michel trouve la mort vers 1419 dans une tentative pour réprimer un mouvement hérétique qui s'était développé dans la région de Karaburun à l'Ouest de Smyrne : leur armée sous la direction du prédicateur Börklüce Mustafa est finalement défaite par le jeune fils de Mehmed, le futur sultan Murad II. Capturé, Börklüce Mustafa est emmené à Éphèse où il est crucifié. La guerre civile qui suit la mort de Mehmed en 1421 fournit une dernière occasion à Cüneyd de tenter un retour : il lève une armée près d'Izmir et rentre triomphalement à Éphèse en 1422. Son ultime passage au pouvoir dure deux ans : en avril 1424, avec l'encouragement des Vénitiens en guerre contre les Ottomans, il affronte ces derniers à Thyateira et subit une écrasante défaite. Après avoir vainement tenté de poursuivre la lutte, il finit par se rendre au nouveau gouverneur d'Éphèse nommé par Murad, Halil Yahşi Bey, qui le fait exécuter et envoie sa tête au sultan au printemps 1425. Sa mort met fin à plus de deux décennies de guerre civile pendant lesquelles Éphèse change de mains plus d'une dizaine de fois.

### Une petite ville provinciale ottomane

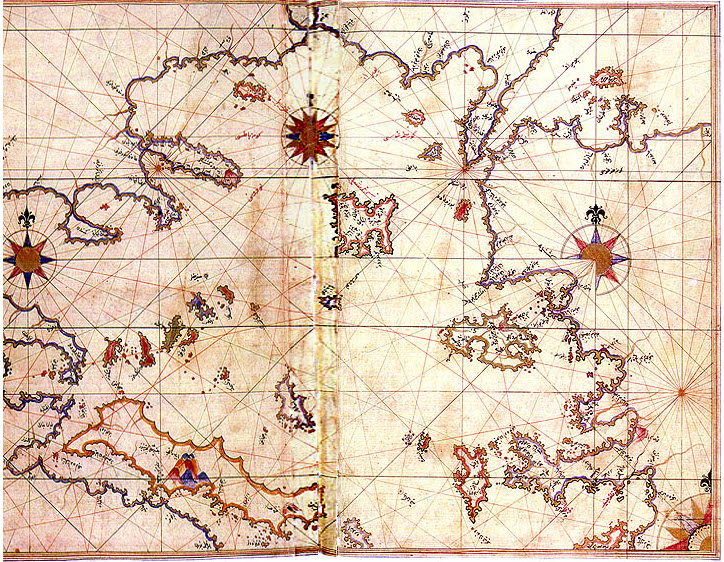
Les côtes du Nord de l'Égée sur la carte de Piri Reis (1521).

Si l'intégration définitive d'Éphèse dans l'empire ottoman rétablit la paix dans une région durement éprouvée pendant un quart de siècle, elle marque aussi la fin progressive de sa prééminence politique et commerciale. La principauté d'Aydın est divisée en deux provinces par les Ottomans, l'une pour l'intérieur des terres autour d'Aydın, et l'autre côtière, le sancak de Sığla, qui appartient à l'eyalet de Cezair-i Bahr-i Sefid, la « province des îles de la Méditerranée ». Cette dernière comporte Éphèse, Smyrne, Karaburun et Milet. Éphèse n'y conserve qu'un petit rôle administratif en tant que kaza, siège d'un cadi, un juge à la tête de l'administration locale.
Sous le règne de Mehmed le Conquérant (1451-1481), la description du fief d'Ishak Pasa, le beylerbey d'Anadolu, fournit une estimation démographique importante pour la ville : divisée en 14 quartiers, elle compte alors 481 maisons au total, soit probablement autour de 2 000 habitants. Trois quartiers sont occupés par les chrétiens avec 73 maisons, soit autour de 300 personnes peut-être, habitant autour de la citadelle et près de l'aqueduc. Ces chiffres s'accordent avec les archives ottomanes, notamment les registres fiscaux, qui témoignent d'une relative croissance de la population au XVIe siècle.
Au XVe siècle, la ville conserve encore une certaine importance commerciale : elle est citée par un document vénitien de 1446 comme un port de commerce avec Murad II, et continue d'apparaître dans les portolans de cette époque.
Mais l'ensablement progressif du dernier port qui entraîne finalement le déplacement des activités commerciales vers Scalanova (Kuşadası) et Izmir. Significativement, le Kitab-ı Bahriye, un recueil de cartes marines turques de Piri Reis en 1521 la mentionne comme un lieu en ruines.
Le maintien d'une activité commerciale est aussi indirectement attesté par l'existence d'un atelier de frappe monétaire, qui produit un monnayage d'argent et de cuivre daté respectivement de 1431 et 1421 sous Murad II, et de Mehmed II tout au long de son règne. La supervision générale des opérations et des finances incombe au cadi local. Le fonctionnement de cet atelier apparaît aussi dans plusieurs mesures de Mehmed II : en 1455, un inspecteur est envoyé à Ayasoluk et dans les autres villes possédant un atelier pour faire appliquer la législation sur les réserves de métal non monnayé et les monnaies démonétisées, qui doivent être confisquées. Une autre loi de 1470, concernant le prix d'achat de l'argent et le rapport légal entre la masse de métal précieux et le nombre de monnaies frappées, mentionne Ayasoluk dans la liste des ateliers monétaires impériaux.
Le premier siècle de domination ottomane voit la continuation, sur une moindre échelle, de l'activité de construction publique. Le gouverneur Yahşi Bey dote la ville d'une nouvelle mosquée et d'une madrasa. D'autres mosquées viennent s'y ajouter durant le XVe et le début du XVe siècle. On répertoriait à Ayasoluk 14 mosquées, 5 ou 6 bains et plusieurs mausolées au début du XXe siècle, et la majorité de ces constructions étaient datées de la première partie de la domination ottomane.

### Les premiers voyageurs témoins du déclin d'Ayasoluk

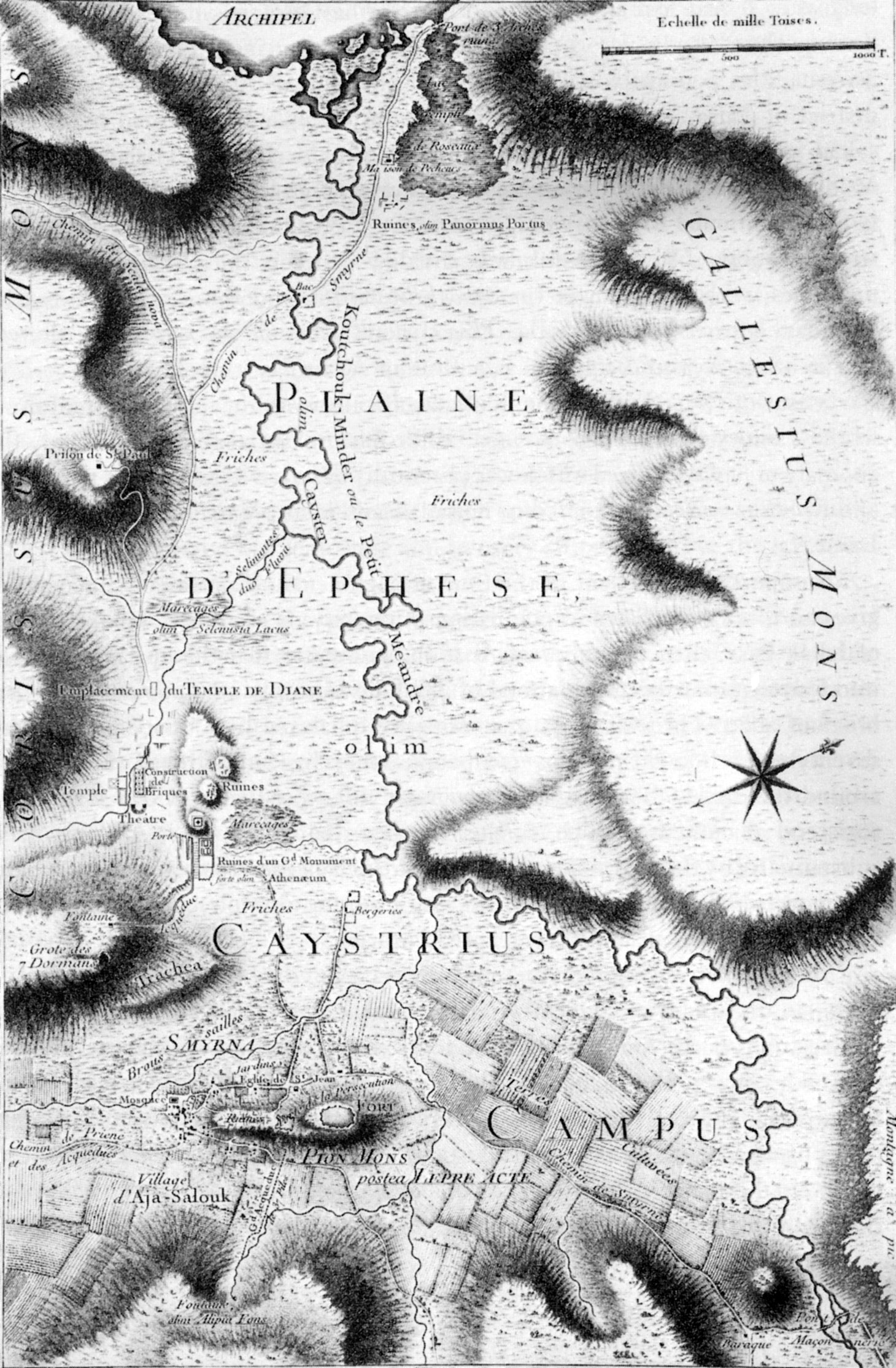
Carte du comte Choiseul-Gouffier montrant les vestiges d'Éphèse et d'Ayasoluk, et le port ensablé.

Lorsque les premiers voyageurs arrivent à Éphèse au XVIIe siècle, d'abord dans la perspective de visiter les ruines antiques, ils trouvent la ville dans un profond déclin. La description la plus intéressante de la ville ottomane est due, sans surprise, à Evliya Çelebi, un voyageur turc du milieu du XVIIe s., dont l'intérêt premier n'était pas la ville antique : la ville est alors un kaza de petite importance, pourvue d'une garnison, dans la citadelle, de 40 soldats commandés par un colonel de cavalerie. Le fort possède 40 tours et deux portes de fer. Il abrite 20 maisons et une mosquée. Les rues en sont pavées. La partie inférieure des fortifications est en ruines, mais la Porte des Persécutions est toujours en place et laisse admirer ses sculptures antiques.
Hors les murs s'étend le village d'Ayasoluk où réside la majorité de la population, dans une centaine de maisons, avec 20 boutiques, une mosquée, un bain et un caravansérail. Evliya contraste cet état avec la fortune passée de la ville, qu'il décrit comme ayant eu 300 bains, 7 marchés, 700 maisons de pierres, 20 000 boutiques, 800 grandes mosquées et 3 000 petites, 200 medrese, 1 500 écoles et des milliers de maisons ordinaires. Il s'agit là naturellement de chiffres imaginaires mais ils montrent bien l'impression de profond déclin que ressent l'auteur. Evliya Çelebi laisse aussi une description très admirative, et également exagérée, de la mosquée d'Isa Bey, qu'il n'hésite pas à comparer à Sainte-Sophie. Il ne laisse en revanche que peu d'indications sur le site antique.
Le déclin démographique entraîne le recul des terres cultivées et le retour en friches de la région autour de la ville, ce qui, ajouté à l'ensablement continu, produit une extension des marais qui ne sont plus drainés. La malaria devient endémique et la région malsaine, ce qui accentue le déclin. Une partie du pays est désormais occupée par des populations nomades.
Les voyageurs européens qui suivent et parfois précèdent Evliya font les mêmes observations sur la pauvreté et la ruine d'Ayasoluk. Chishull y note les restes en 1699 de cinq ou six mosquées. Dans les années 1720, Thompson estime à 40 ou 50 le nombre de maisons dans le village. La citadelle continue toutefois d'être entretenue et concentre jusqu'au début du XVIIIe siècle la majorité de la population turque.
À l'époque de Richard Chandler en revanche (1764), elle est abandonnée et le voyageur trouve le cadi résidant dans les ruines d'un bain ottoman. La mosquée d'İsa continue d'attirer l'attention des visiteurs qui souvent la confondent avec l'église Saint-Jean (voir la gravure de Le Bruyn par exemple ci-contre). La mosquée est toujours en usage au XVIIe siècle, mais est souvent fermée.
L'abandon total du village d'Ayasoluk intervient dans les premières décennies du XIXe siècle : s'il possède encore 15 à 20 maisons et un cadi à résidence, lorsque Cockerell le visite en 1811, d'Estormel trouve le village désert en 1832.
Le but premier des voyageurs est évidemment le site antique. Bien que Chandler y ait trouvé en 1764 quelques paysans grecs vivant dans la plus grande pauvreté dans les ruines, le site paraît avoir été totalement déserté auparavant.
Malgré tout, le souvenir de la fonction première de certains édifices demeure et soutient quelques pratiques superstitieuses : un grand bassin à l'est des vestiges de l'église de la Vierge Marie est considéré comme les fonts baptismaux de Jean le Baptiste, et des Grecs des alentours s'y réunissent le jour de la saint Jean en procession pour y célébrer la messe. Selon le témoignage de plusieurs auteurs (Stochove, Jean-Baptiste Tavernier et van Egmont), ces fidèles emportent avec eux des petits fragments du monument comme relique ou remède miraculeux. Cette population grecque vient probablement surtout du village chrétien de Kirkinji (Çirkince ou Şirince) dans les collines à l'est d'Éphèse.